# Danh sách nhà vật lý Đức
Đây là danh sách các nhà vật lý Đức:
Đây là một danh sách chưa hoàn tất, và có thể sẽ không bao giờ thỏa mãn yêu cầu hoàn tất. Bạn có thể đóng góp bằng cách mở rộng nó bằng các thông tin đáng tin cậy.

## A

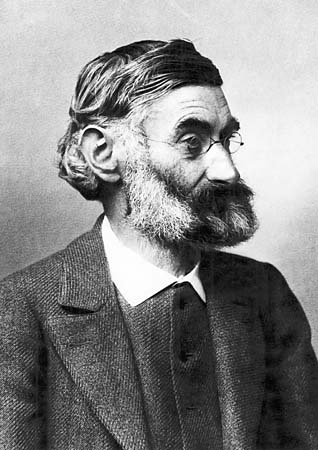
Ernst Abbe

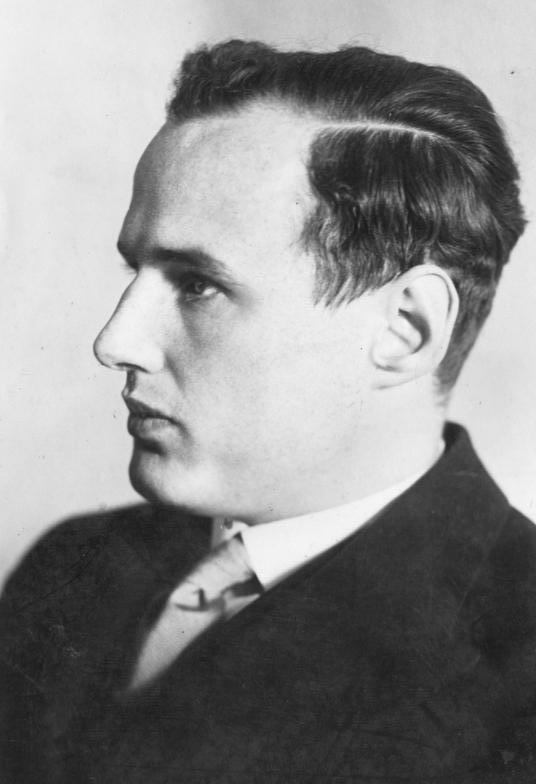
Manfred von Ardenne

- Ernst Abbe
- Max Abraham
- Gerhard Abstreiter
- Michael Adelbulner
- Martin Aeschlimann
- Georg von Arco
- Manfred von Ardenne
- Peter Armbruster
- Leo Arons
- Markus Aspelmeyer
- Felix Auerbach
- Bruno Augenstein

## B

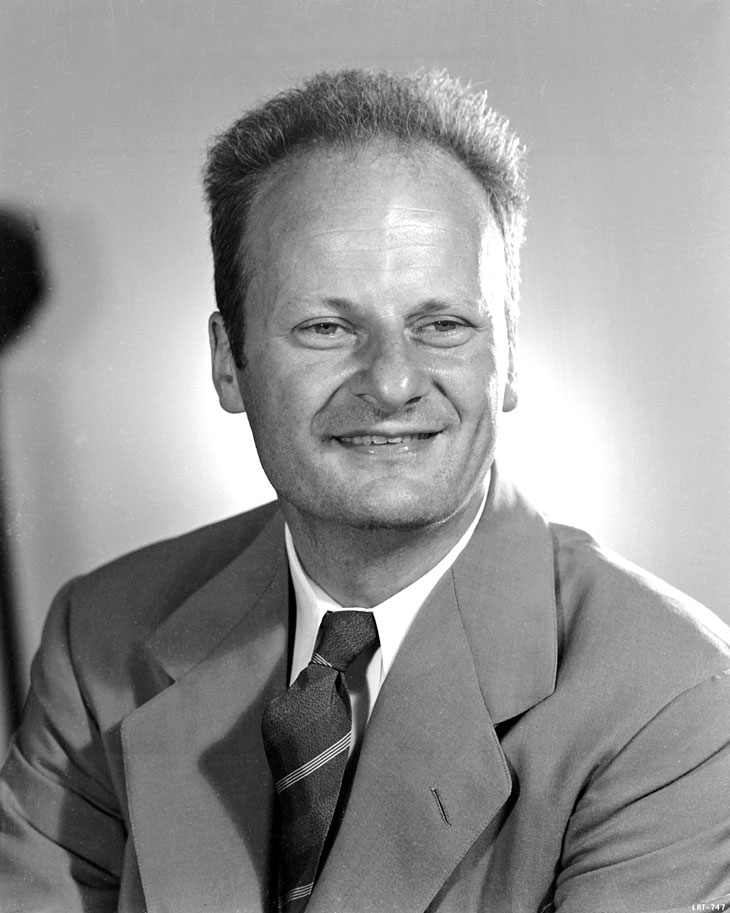
Hans Bethe

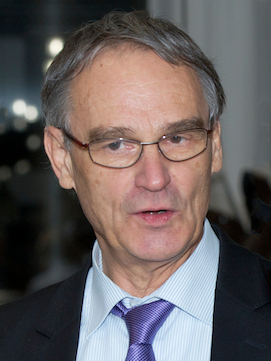
Gerd Binnig

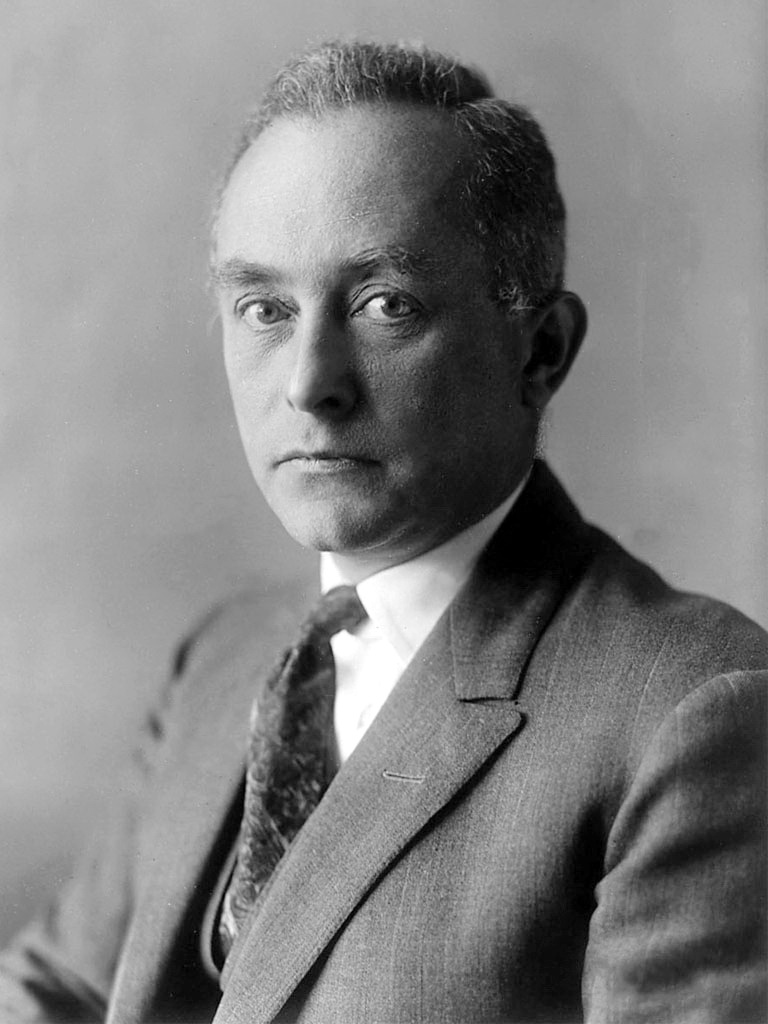
Max Born

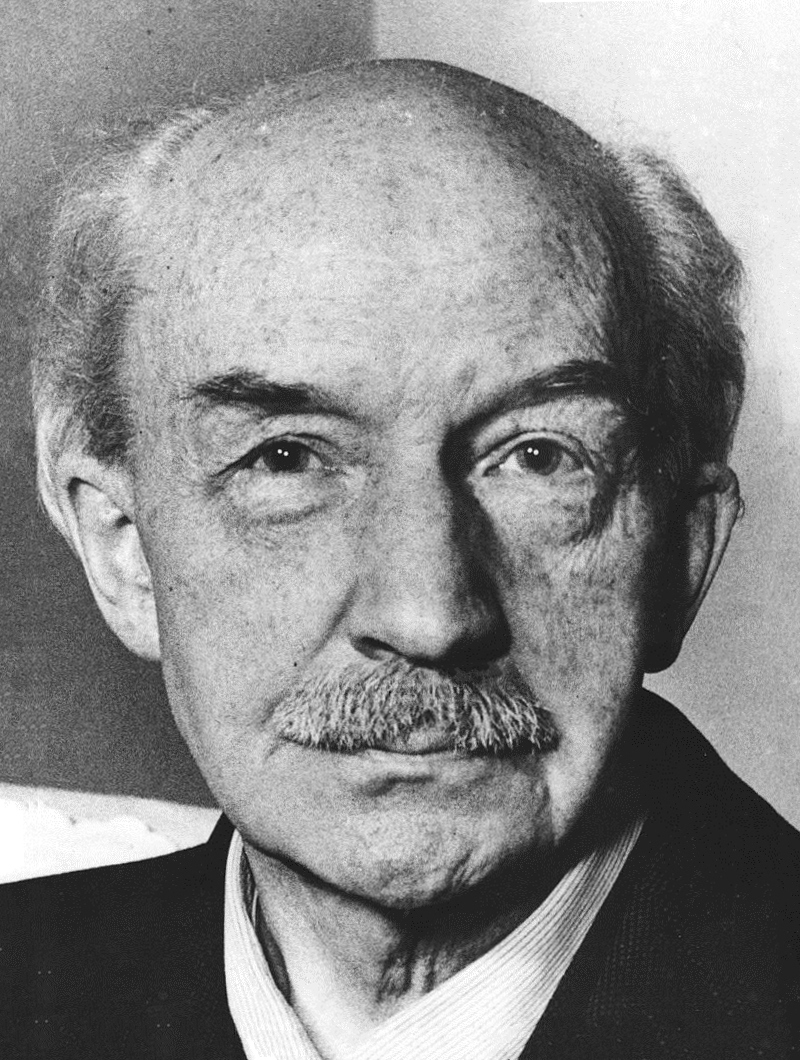
Walther Bothe

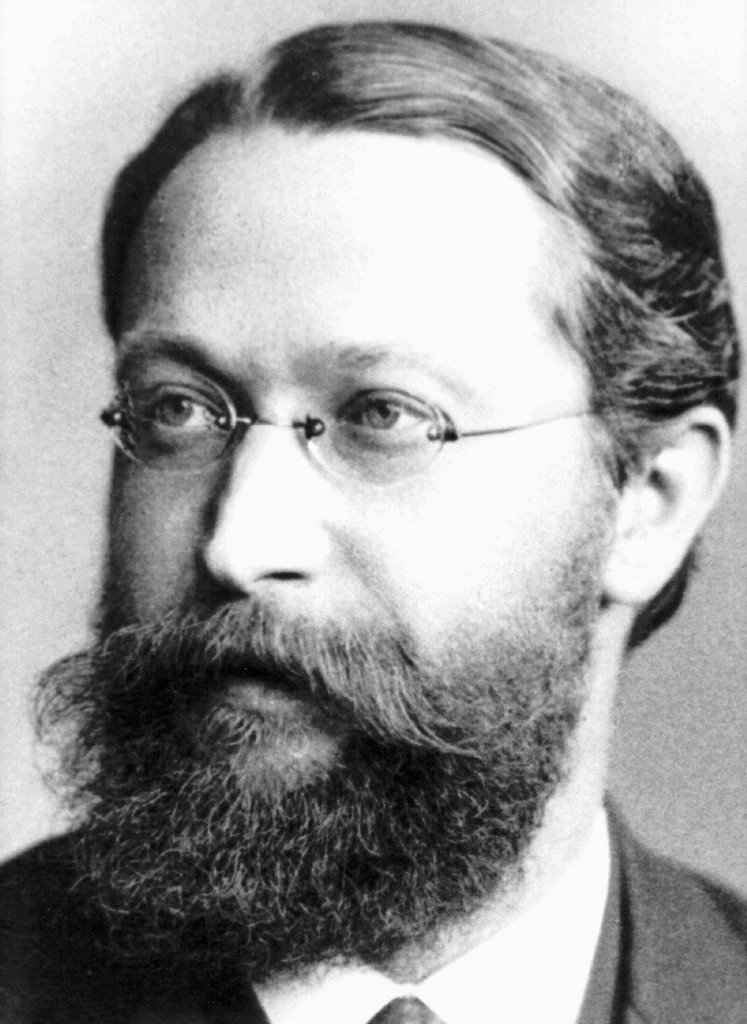
Karl Ferdinand Braun

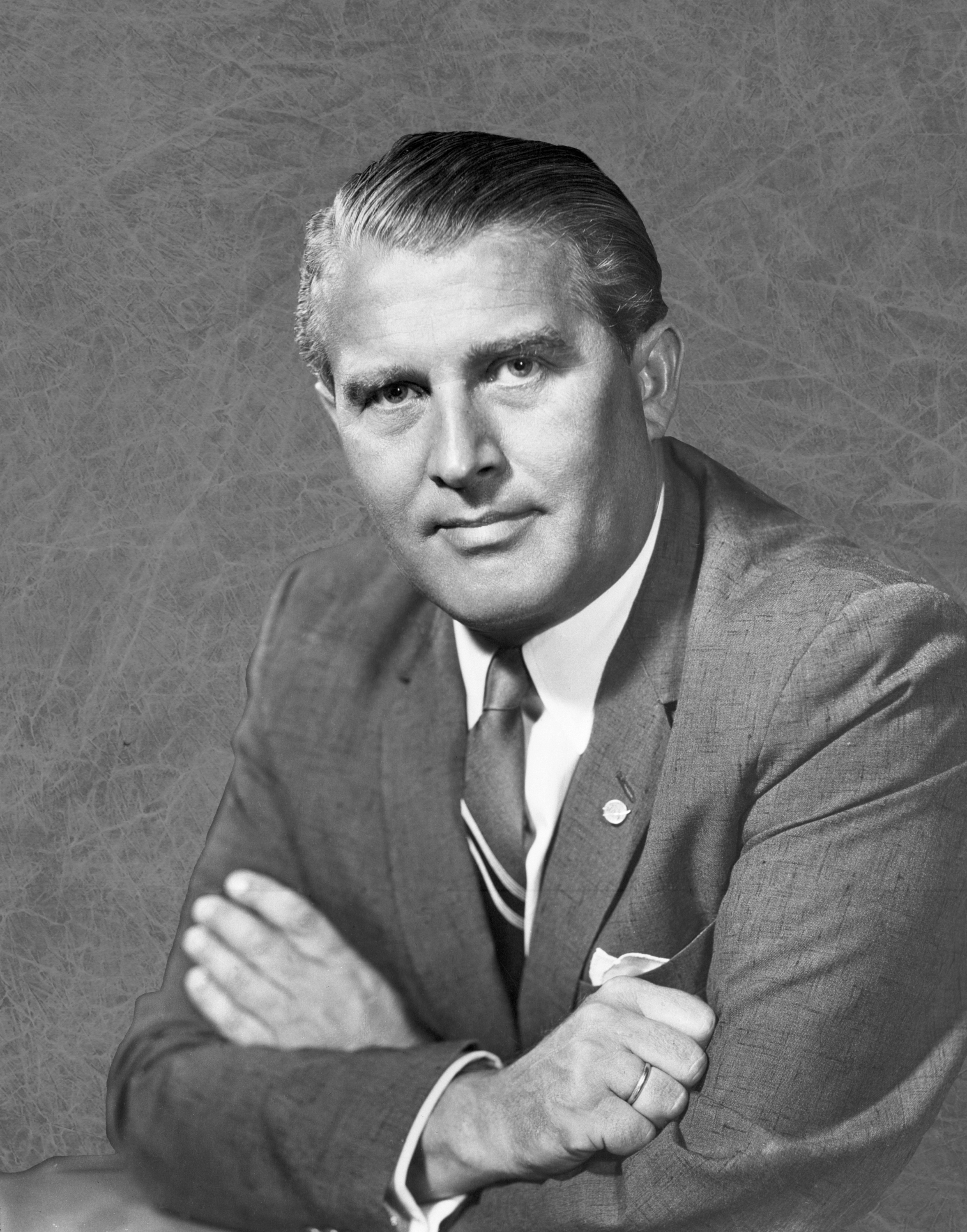
Wernher von Braun

- Ernst Emil Alexander Back
- Karl Baedeker
- Erich Bagge
- Marc Baldus
- Valentine Bargmann
- Heinrich Barkhausen
- Henry H. Barschall
- Heinz Barwich
- Ernst G. Bauer
- Karl Bechert
- Friedrich Beck
- Guido Beck
- Richard Becker
- Karl Heinz Beckurts
- Georg Bednorz
- August Beer
- Wilhelm von Beetz
- Martin Beneke
- Johann Benzenberg
- Berend Wilhelm Feddersen
- Arnold Berliner
- Arthur Berson
- Adolf Bestelmeyer
- Hans Bethe
- Sigfried Bethke
- Albert Betz
- Hans-Dieter Betz
- Paul Alfred Biefeld
- Ikaros Bigi
- Josef Bille
- Heinz Billing
- Gerd Binnig
- Marcus Birkenkrahe
- Paul Richard Heinrich Blasius
- Klaus Blaum
- Immanuel Bloch
- Detlef Blöcher
- Werner H. Bloss
- Eberhard Bodenschatz
- Bodo von Borries
- Martin Bojowald
- Friedrich Bopp
- Hans-Jürgen Borchers
- Max Born
- Manfred Börner
- Richard Börnstein
- Gerhard Borrmann
- Emil Bose
- Georg Matthias Bose
- Walther Bothe
- Heinrich Wilhelm Brandes
- Ernst Helmut Brandt
- Karl Ferdinand Braun
- Wernher von Braun
- Werner Braunbeck
- Carsten Bresch
- Hans Breuer
- Dirk Brockmann
- Eugen Brodhun
- Ernst Brüche
- Hermann Brück
- Alfred Bucherer
- Detlev Buchholz
- Bernd Büchner
- Alfons Bühl
- Heinrich Bürger
- Hans Busch
- Gerd Buschhorn

## C
- Philipp Carl
- Lorenz S. Cederbaum
- Ernst Chladni
- Elwin Bruno Christoffel
- Rudolf Clausius
- Emil Cohn
- Theodor des Coudres
- Christoph Cremer
- Erika Cremer
- Siegfried Czapski

## D

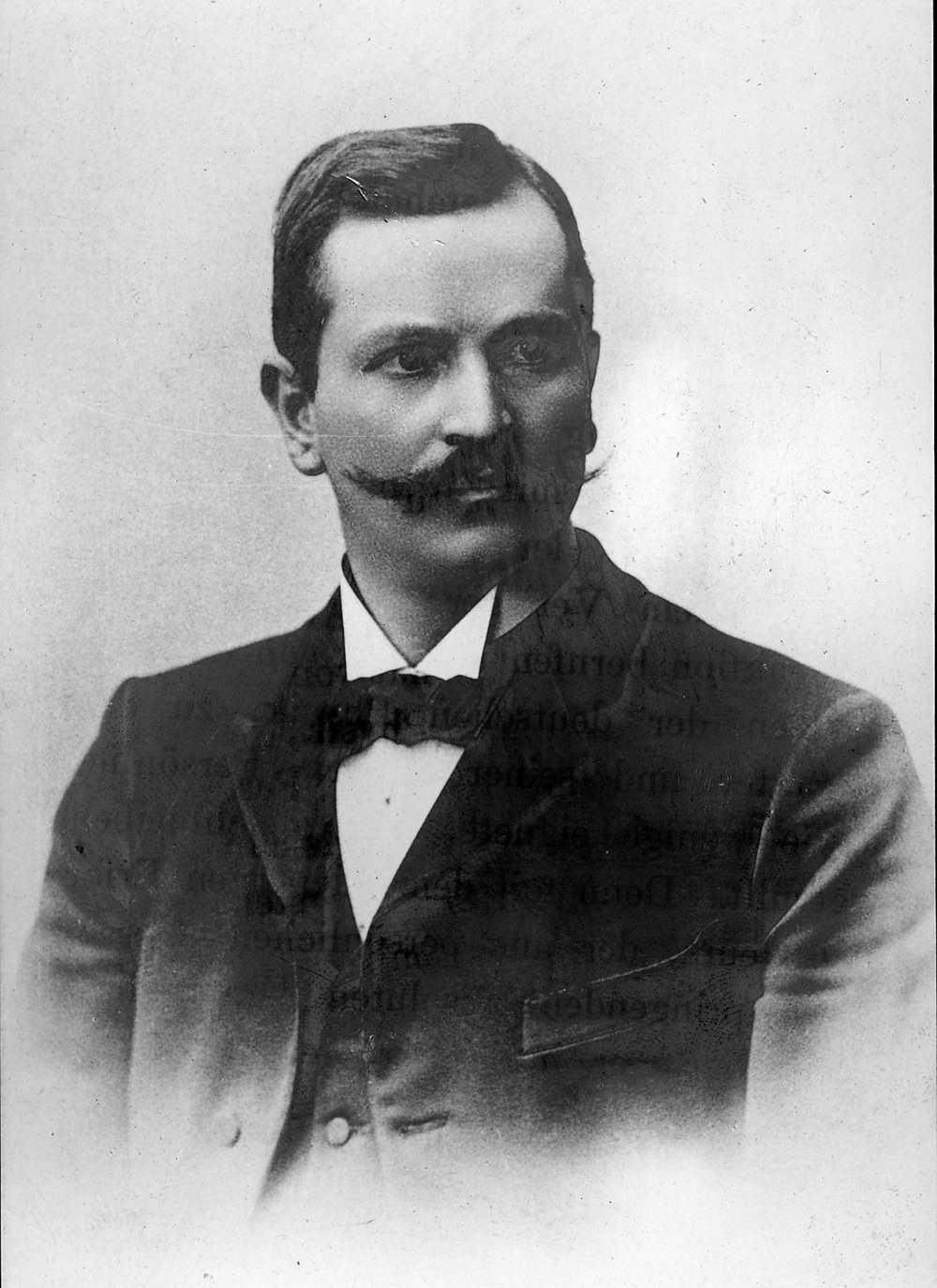
Paul Drude

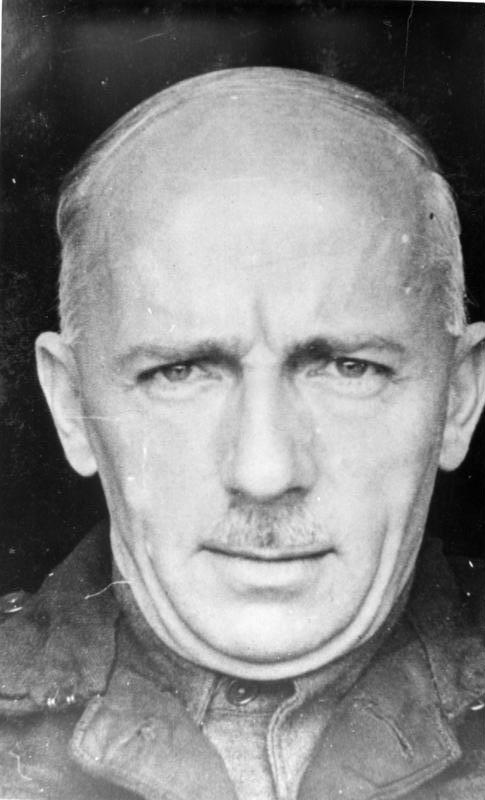
Walter Dornberger

- Konrad Dannenberg
- Kurt H. Debus
- Max Delbrück
- Wolfgang Demtröder
- Guido Dessauer
- Kurt Diebner
- Gerhard Heinrich Dieke
- Walter Dieminger
- Hansjoerg Dittus
- Günther Dollinger
- Klara Döpel
- Robert Döpel
- Werner Döring
- Friedrich Ernst Dorn
- Walter Dornberger
- Heinrich Wilhelm Dove
- Jörg Dräger
- Olaf Dreyer
- Paul Drude
- Dirk Dubbers
- Hans-Peter Dürr

## E

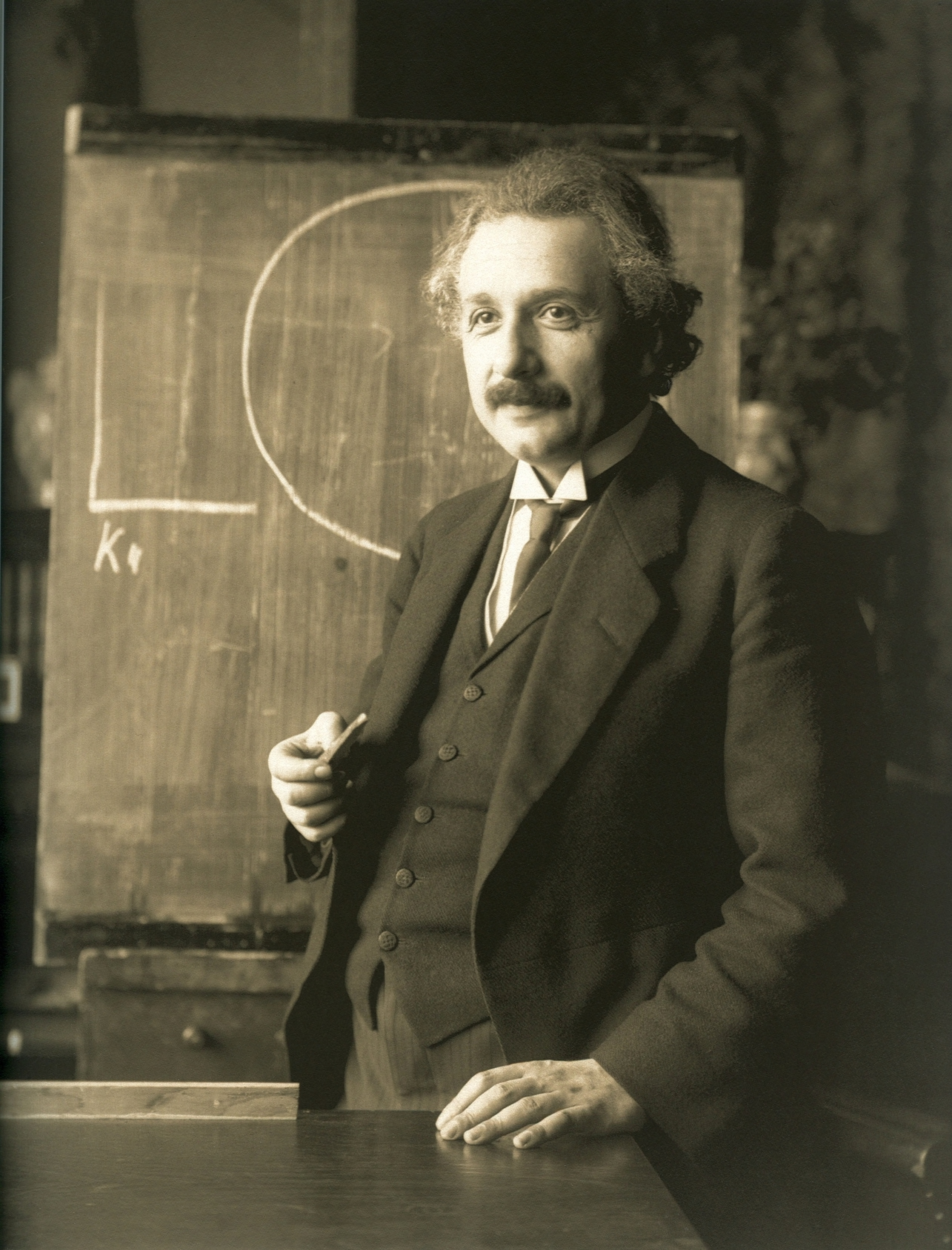
Albert Einstein

- Gustav Eberhard
- Hermann Ebert
- Ernst R. G. Eckert
- Eduard Riecke
- Jürgen Ehlers
- Geoffrey G. Eichholz
- Albert Einstein
- Wolfgang Eisenmenger
- Jens Eisert
- Walter M. Elsasser
- Julius Elster
- Berthold-Georg Englert
- Georg Adolf Erman
- Paul Erman
- Gerhard Ertl
- Abraham Esau
- Tilman Esslinger
- Andreas von Ettingshausen
- Arnold Eucken
- Hans Heinrich Euler
- Paul Peter Ewald

## F

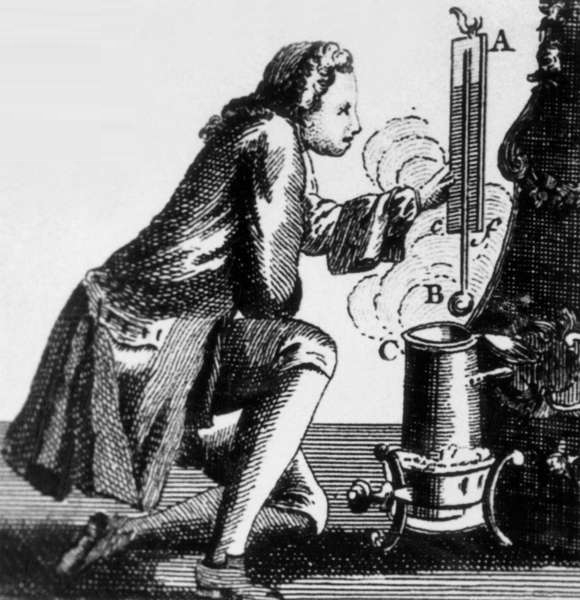
Daniel Gabriel Fahrenheit

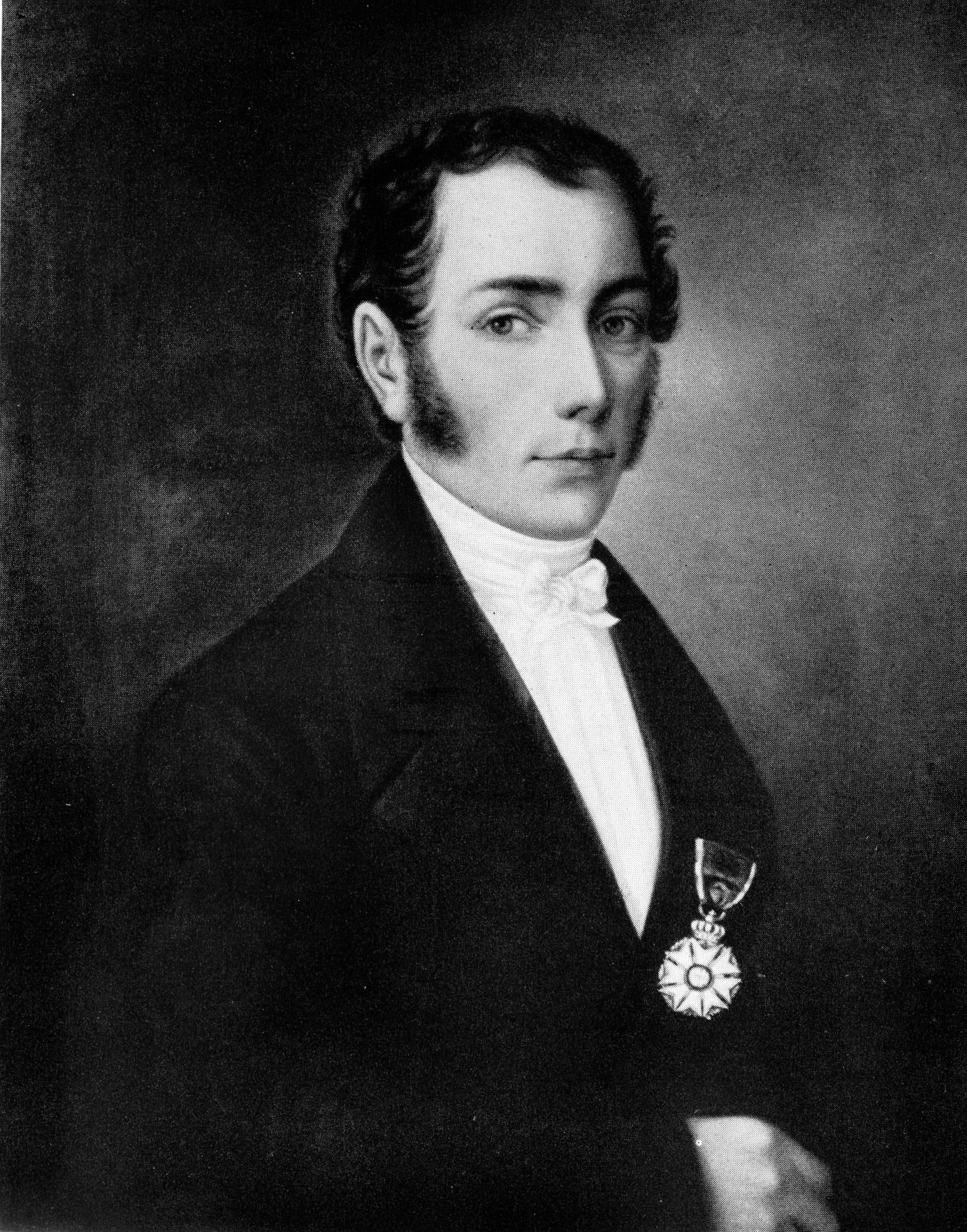
Joseph von Fraunhofer

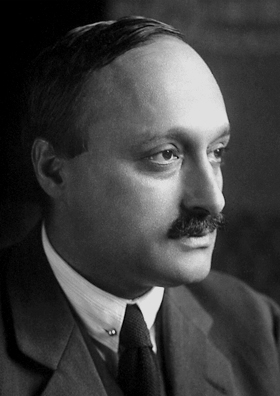
James Franck

- Daniel Gabriel Fahrenheit
- Heino Falcke
- Hans Falkenhagen
- Lutz Feld
- Claudia Felser
- Klaus Fesser
- Wolfgang Fink
- Peter Finke
- Wolfgang Finkelnburg
- Erich Fischer
- Johannes Fischer
- Arnold Flammersfeld
- Rudolf Fleischmann
- Siegfried Flügge
- Albrecht Fölsing
- Theodor Förster
- Jens Frahm
- James Franck
- Moritz Ludwig Frankenheim
- Rudolph Franz
- Walter Franz
- Joseph von Fraunhofer
- Theodoric of Freiberg
- Benedict Friedlaender
- Harald Friedrich
- Harald Fritzsch
- Hellmut Fritzsche
- Klaus Fuchs
- Erwin Fues
- Peter Fulde

## G
- Wolfgang Gaede
- Otto Willi Gail
- Richard Gans
- Carl Friedrich Gauss
- Johann Samuel Traugott Gehler
- Ernst Gehrcke
- Hans Geiger
- Theo Geisel
- Hans Friedrich Geitel
- Wolfgang Gentner
- Paul Gerber
- Reimund Gerhard
- Walter Gerlach
- Christian Ludwig Gerling
- Christian Gerthsen
- Franz Josef Giessibl
- Ludwig Wilhelm Gilbert
- Herbert Gleiter
- Karl Glitscher
- Maria Goeppert-Mayer
- Adolf Goetzberger
- Gerhard W. Goetze

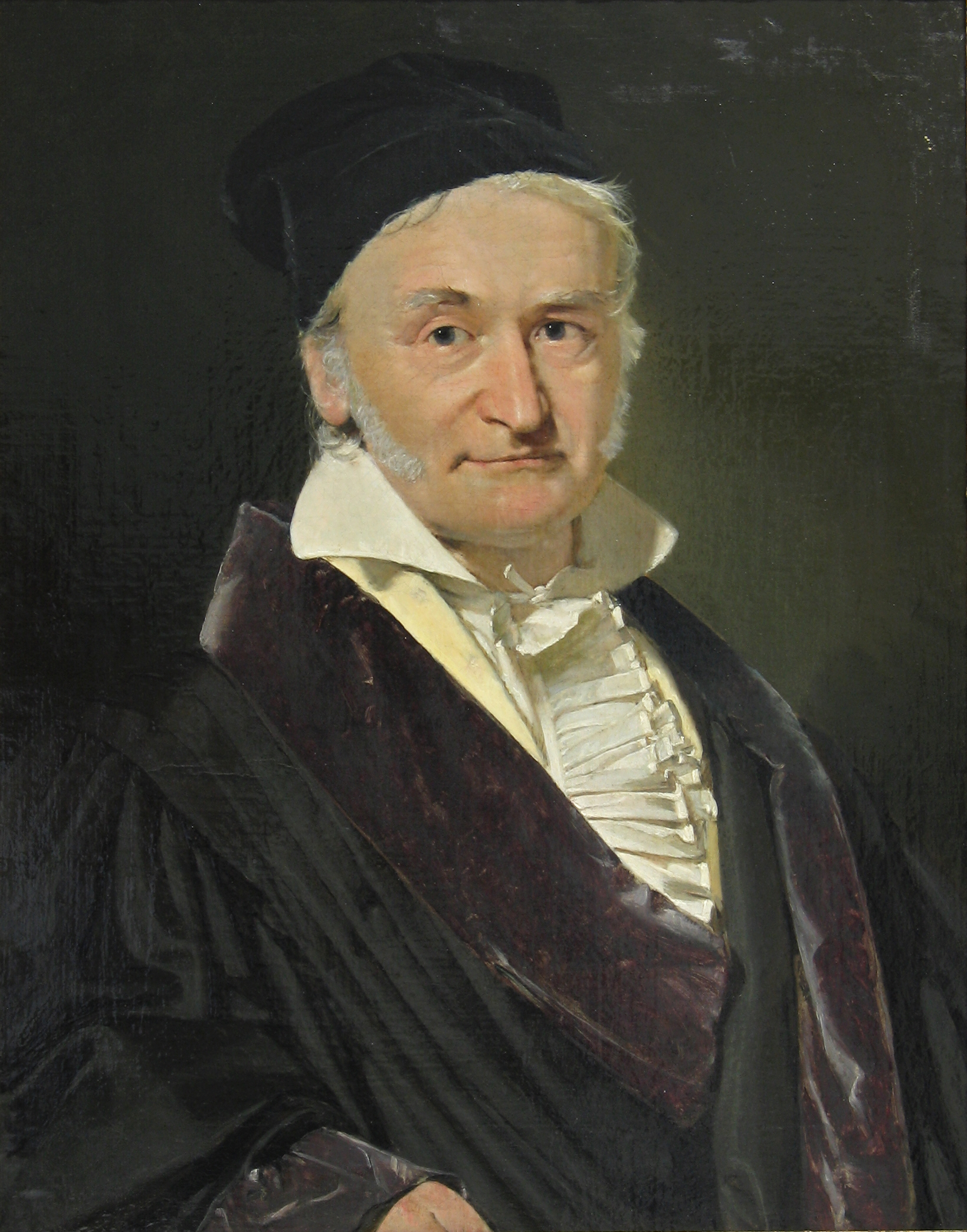
Carl Friedrich Gauss

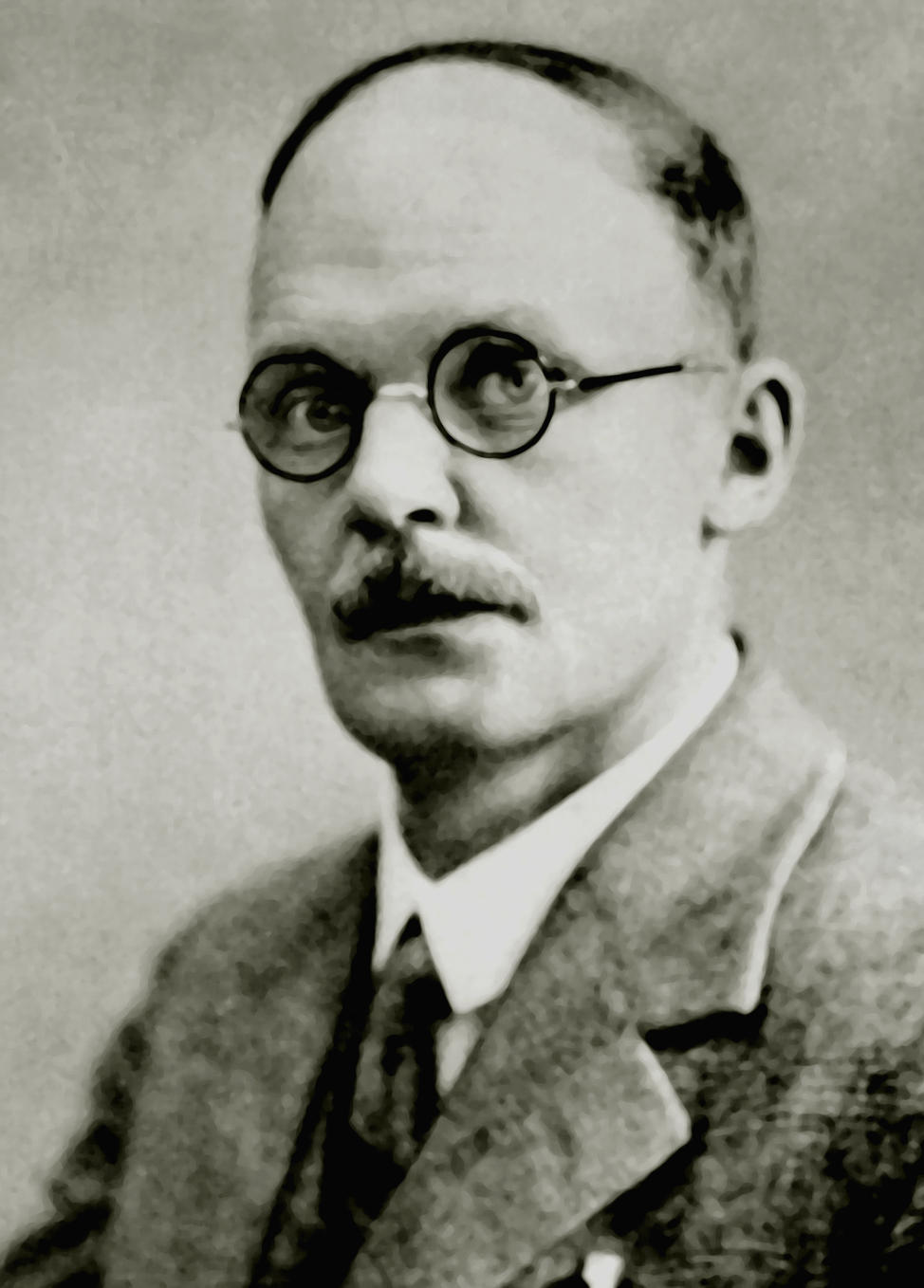
Hans Geiger

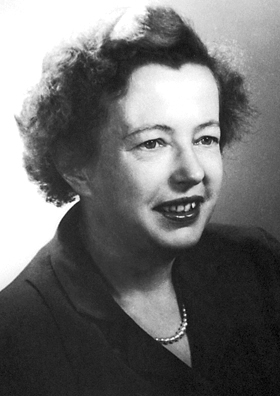
Maria Goeppert-Mayer

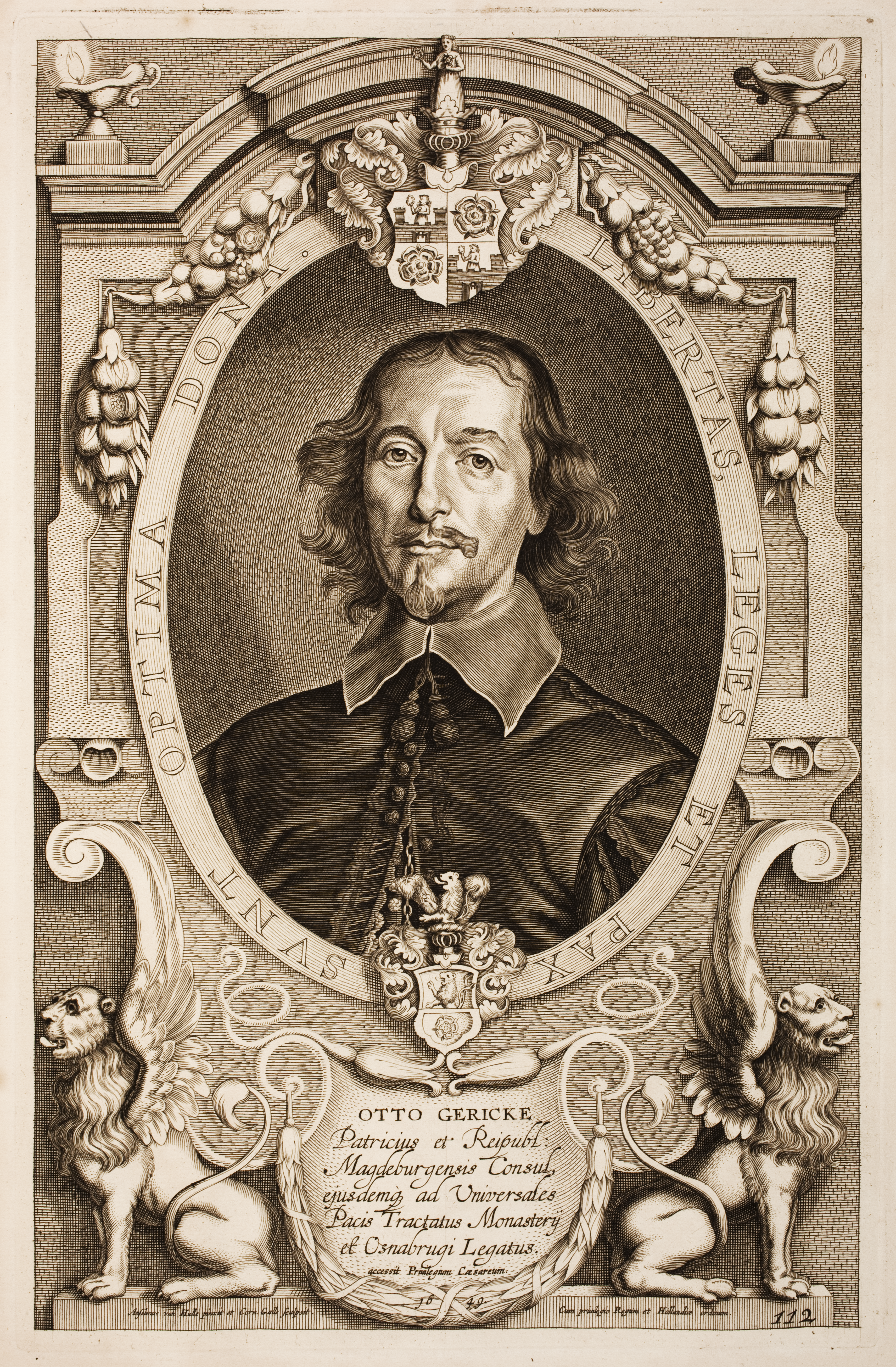
Otto von Guericke

- Carl Wolfgang Benjamin Goldschmidt
- Eugen Goldstein
- Fritz Goos
- Walter Gordon
- Göttingen Eighteen
- Florian Goebel
- Wolfgang Götze
- Leo Graetz
- Robert Graham
- Daniel Gralath
- Hans Grassmann
- Hermann Grassmann
- Markus Greiner
- Walter Greiner
- Rudolf Grimm
- Claudius Gros
- Siegfried Grossmann
- Wilhelm Groth
- Helmut Gröttrup
- Peter Grünberg
- Eduard Grüneisen
- Otto von Guericke
- Peter Gumbsch
- Sibylle Günter

## H

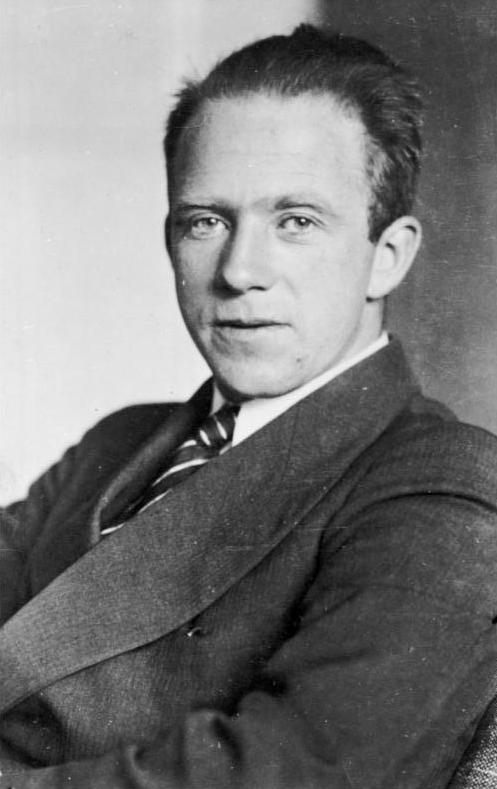
Werner Heisenberg

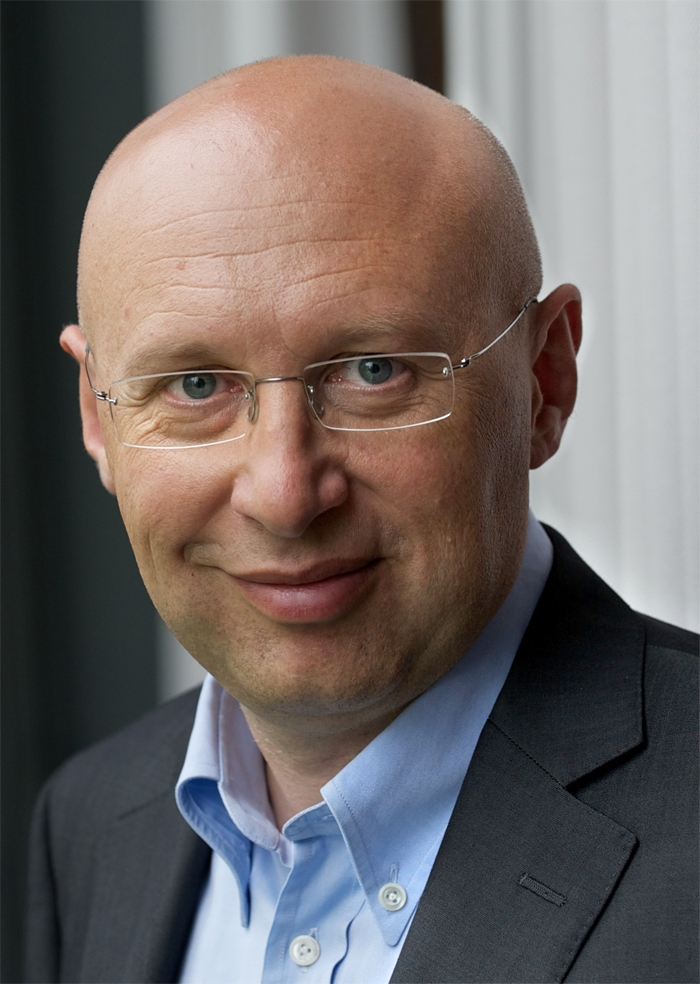
Stefan Hell

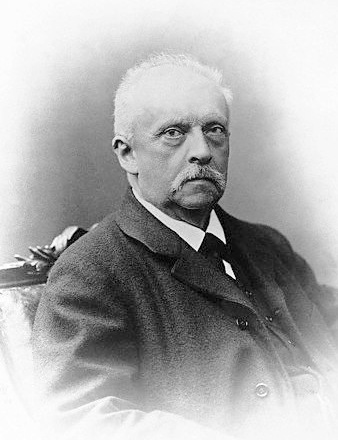
Hermann von Helmholtz

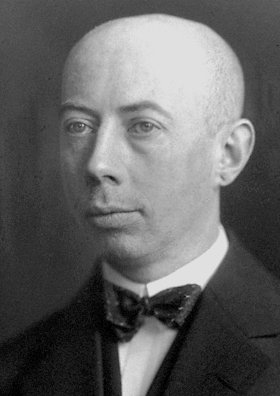
Gustav Hertz

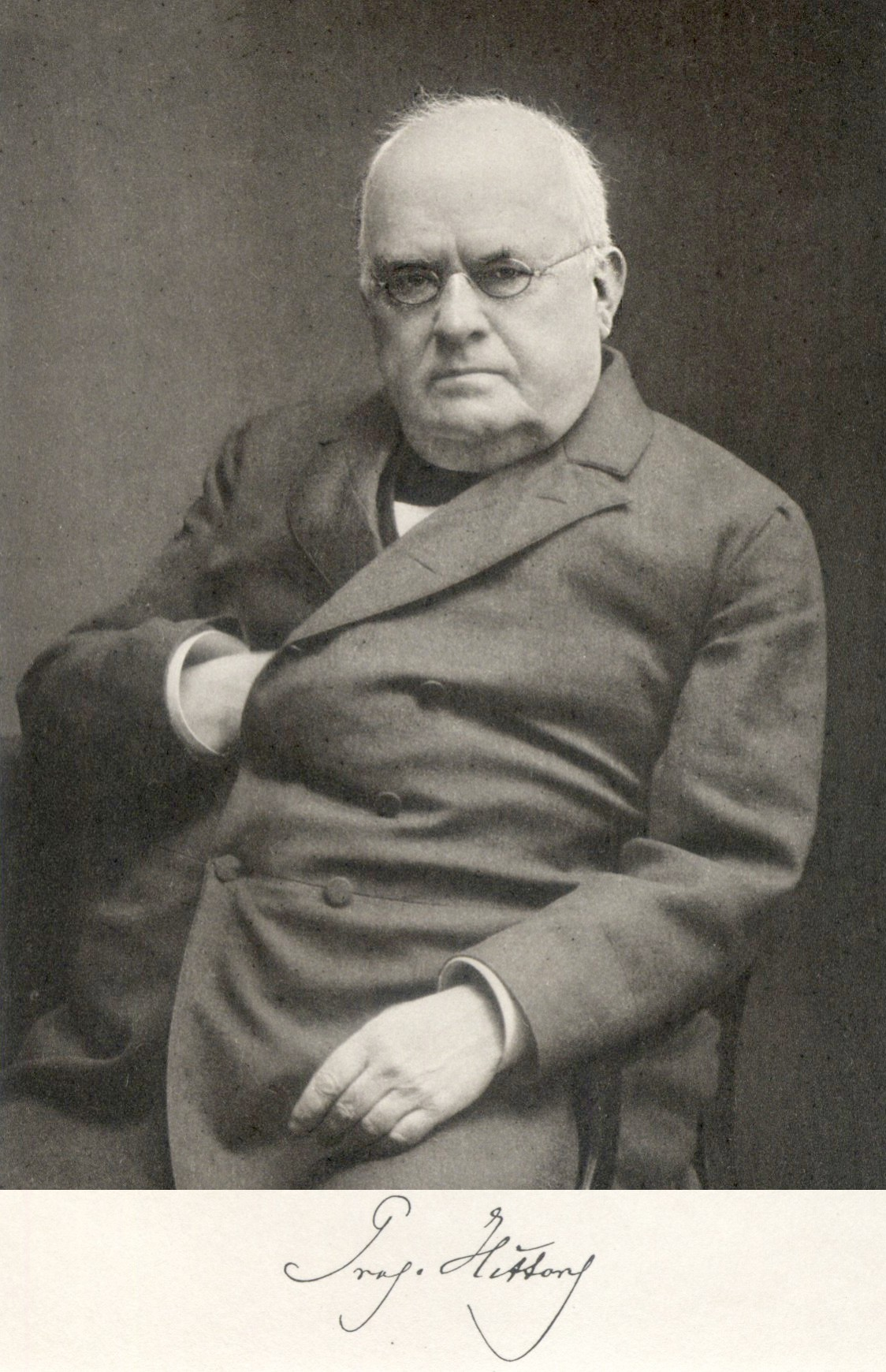
Johann Wilhelm Hittorf

- Rudolf Haag
- Heinz Haber
- Rolf Hagedorn
- Gotthilf Hagen
- Hermann Haken
- Wilhelm Hallwachs
- Thomas Hamacher
- Hilda Hänchen
- Wilhelm Hanle
- Theodor W. Hänsch
- Hauke Harder
- Johannes Franz Hartmann
- Werner Hartmann
- Christian August Hausen
- Isolde Hausser
- Otto Haxel
- Oskar Heil
- Burkhard Heim
- Jochen Heisenberg
- Werner Heisenberg
- Walter Heitler
- Wolfgang Helfrich
- Stefan Hell
- Hans Hellmann
- Hermann von Helmholtz
- Thomas Henning
- Klaus Hentschel
- Carl Hermann
- Grete Hermann
- Stephan Herminghaus
- Walter Herrmann
- Gustav Ludwig Hertz
- Heinrich Hertz
- Gerhard Herzberg
- Maximilian Herzberger
- Rolf-Dieter Heuer
- Burkard Hillebrands
- Arthur R. von Hippel
- Johann Wilhelm Hittorf
- Karl-Heinz Höcker
- Hanna von Hoerner
- Sebastian von Hoerner
- Ulrich Höfer
- Gerhard Hoffmann
- Sigurd Hofmann
- Hans Hollmann
- Christian Holm
- Wilhelm Holtz
- Michael Holzscheiter
- Helmut Hönl
- Ludwig Hopf
- Walter Hoppe
- Heinrich Hora
- Wilhelm Hort
- Sabine Hossenfelder
- Fritz Houtermans
- Alfred Hübler
- Erich Hückel
- Friedrich Hund
- Hans-Hermann Hupfeld
- Roland Hüttenrauch

## I
- Maximus von Imhof
- Caspar Isenkrahe
- Ernst Ising
- Patrick Ilg

## J

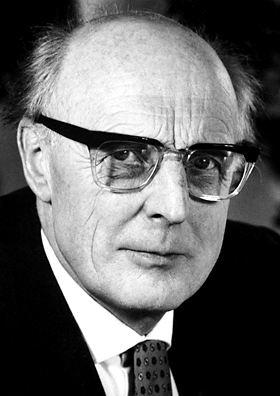
Johannes Hans Daniel Jensen

- Max Jakob
- J. Hans D. Jensen
- Peter Herbert Jensen
- Willibald Jentschke
- Sabina Jeschke
- Viktor K. Jirsa
- Johann Gottfried Teske
- Philipp von Jolly
- Claus Jönsson
- Georg Joos
- Pascual Jordan
- Johannes Juilfs

## K

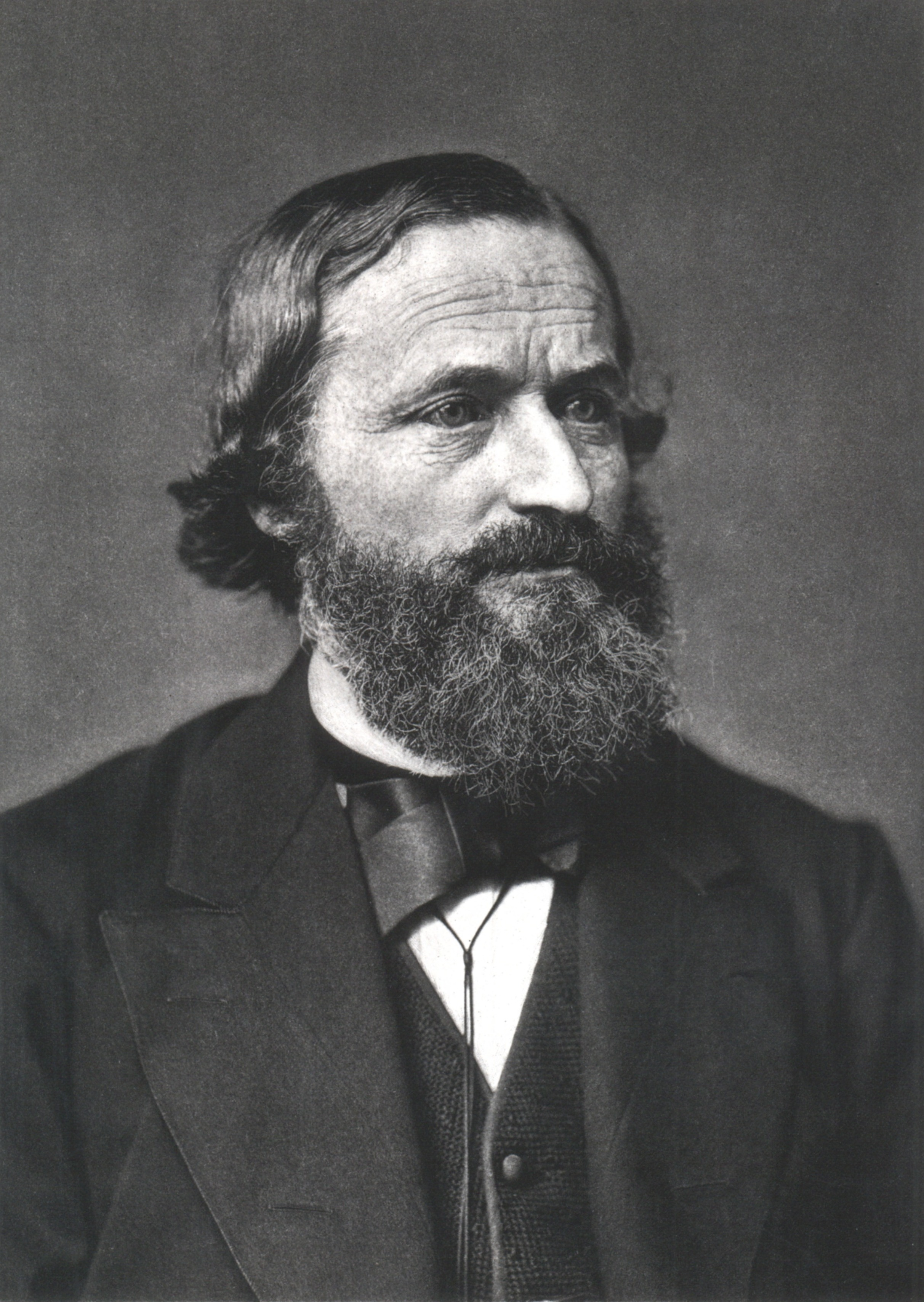
Gustav Robert Kirchhoff

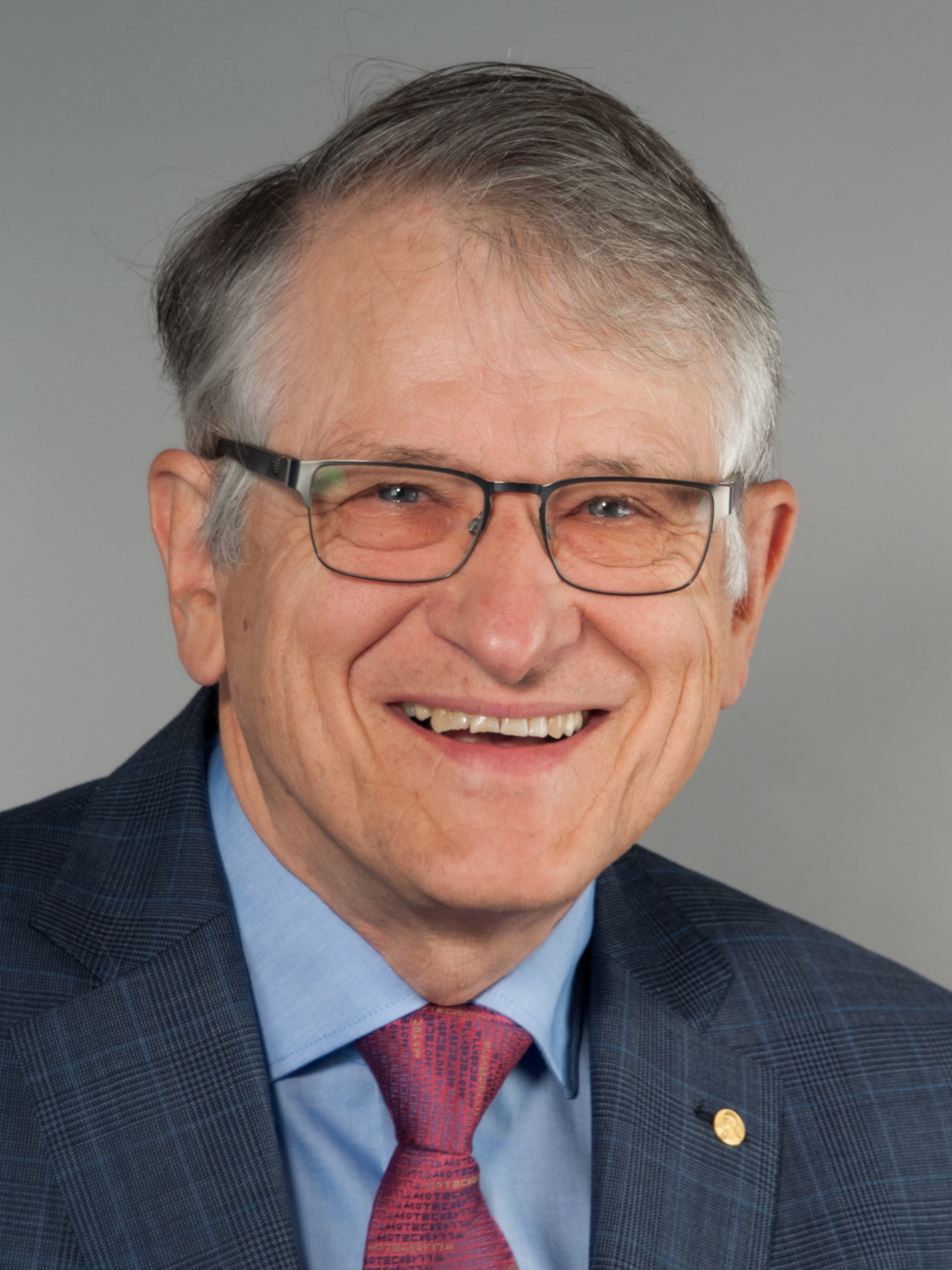
Klau von Klitzing

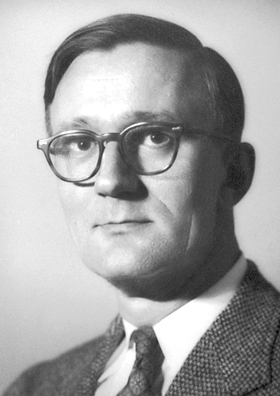
Polykarp Kusch

- Wolfgang Kaiser
- Willi A. Kalender
- Salomon Kalischer
- Hartmut Kallmann
- Theodor Kaluza
- Karl Strehl
- Gustav Karsten
- Hermann Karsten
- Ralph Kaufmann
- Walter Kaufmann
- Heinrich Kayser
- Bernhard Keimer
- Christoph Helmut Keitel
- Nicholas Kemmer
- Julia Kempe
- Klaus Kern
- Johannes Kepler
- Boris Kerner
- Wolfgang Ketterle
- Karl-Otto Kiepenheuer
- Karl Johann Kiessling
- Erhard Kietz
- Gustav Kirchhoff
- Hans Volker Klapdor-Kleingrothaus
- Hagen Kleinert
- Ewald Georg von Kleist
- Otto Klemperer
- Gerhard Klimeck
- Klaus von Klitzing
- Heinz-Jürgen Kluge
- Hermann Knoblauch
- Stephan W. Koch
- Rudolph Koenig
- Friedrich Kohlrausch
- Rudolf Kohlrausch
- Hedwig Kohn
- Werner Kolhörster
- Heinrich Konen
- Arthur König
- Hans Kopfermann
- Arthur Korn
- Horst Korsching
- Walther Kossel
- Wolfgang Ludwig Krafft
- Gerhard Kraft
- Wolfgang Krätschmer
- Michael Kramer
- Christian Gottlieb Kratzenstein
- Adolf Kratzer
- Karl Kraus
- Dirk Kreimer
- Kurt Kremer
- Erich Kretschmann
- Herbert Kroemer
- August Krönig
- Bernd J. Kröger
- Ralph Kronig
- Eckhard Krotscheck
- Rainer Walter Kühne
- Rudolf Kühnhold
- Helmuth Kulenkampff
- August Kundt
- Adolph Theodor Kupffer
- Jochen Küpper
- Ferdinand Kurlbaum
- Jürgen Kurths
- Polykarp Kusch

## L

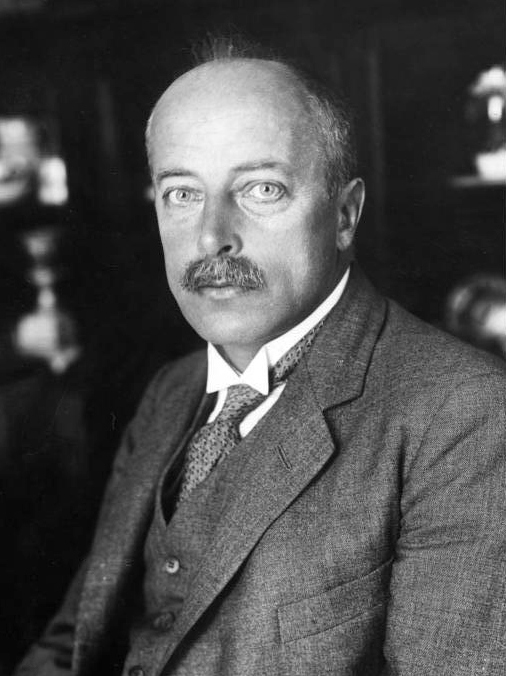
Max von Laue

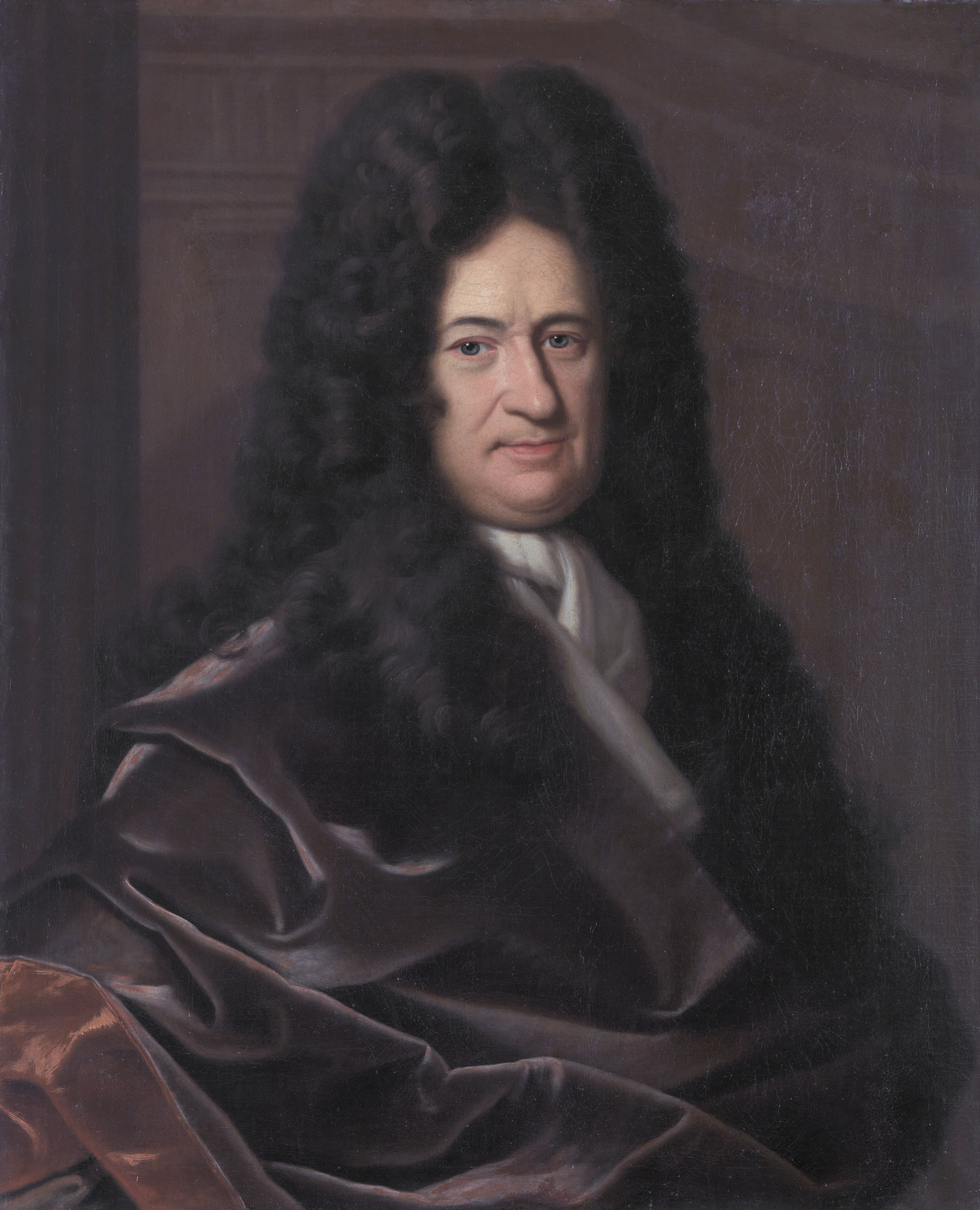
Gottfried Wilhelm Leibnitz

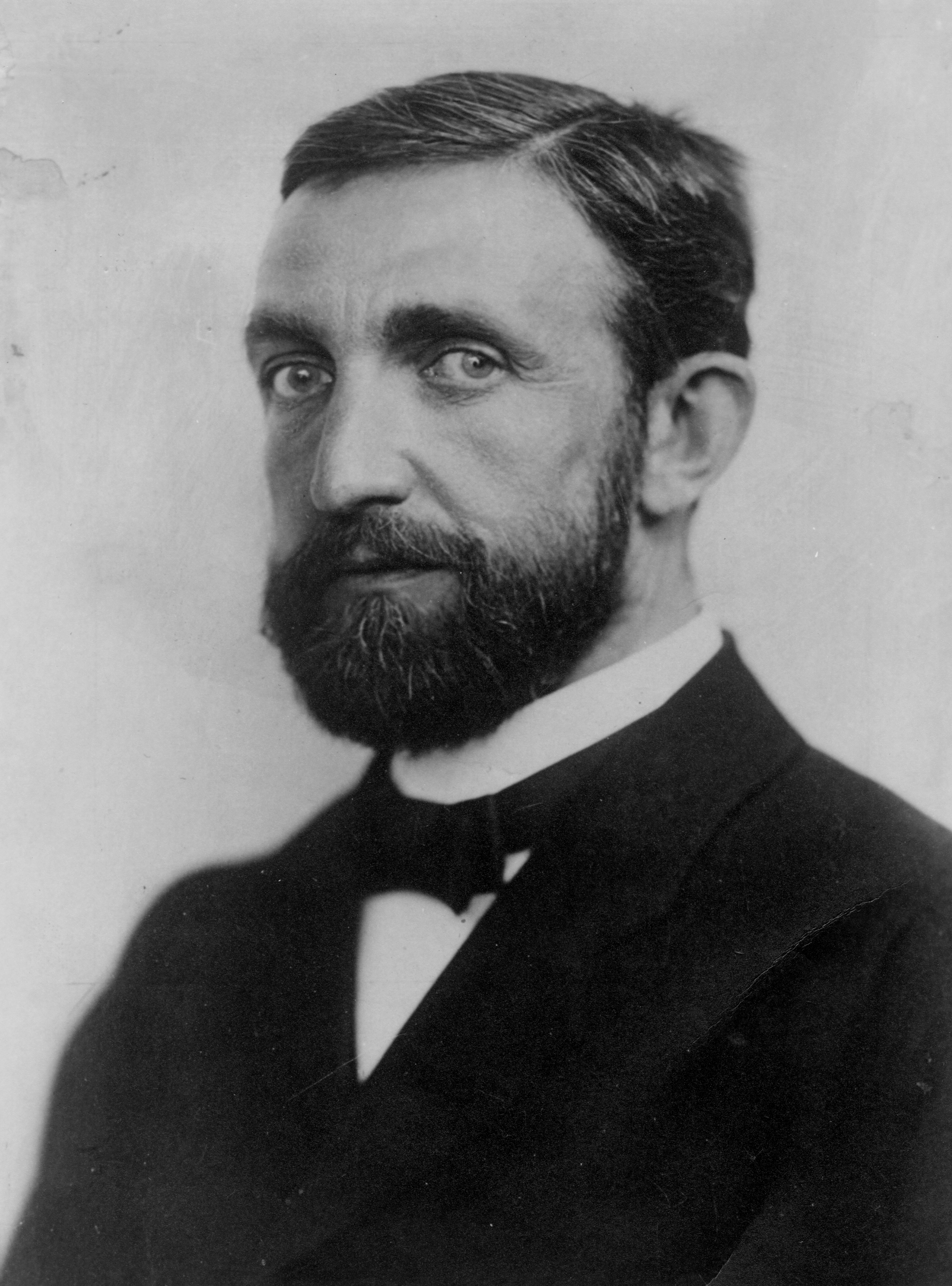
Philipp Lenard

- Rudolf Ladenburg
- Johann von Lamont
- Rolf Landauer
- Alfred Landé
- Gottfried Landwehr
- Dieter Langbein
- Ludwig Lange
- Otto Laporte
- Gerda Laski
- Jakob Laub
- Max von Laue
- Harry Lehmann
- Otto Lehmann
- Gottfried Wilhelm Leibniz
- Philipp Lenard
- Emil Lenz
- Wilhelm Lenz
- Karl Leo
- Ulf Leonhardt
- Harald Lesch
- Jacob Leupold
- Hilde Levi
- Willy Ley
- Georg Christoph Lichtenberg
- Manfred Lindner
- Detlef Lohse
- Renate Loll
- Eugen von Lommel
- Gerhart Lüders
- Christian Ludwig
- Otto Lummer
- Dieter Lüst
- Reimar Lüst
- Josef Lutz

## M

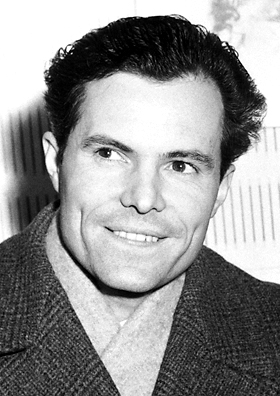
Rudolf Mössbauer

- Erwin Madelung
- Heinrich Gustav Magnus
- Heinz Maier-Leibnitz
- Christoph von der Malsburg
- Jochen Mannhart
- Reinhold Mannkopff
- Herman March
- Henry Margenau
- Thomas Martinetz
- Herbert Mataré
- Gerhard Materlik
- Josef Mattauch
- Dieter Matthaei
- Hans Ferdinand Mayer
- Julius von Mayer
- Reinhard Mecke
- Reinhard Meinel
- Karl Meissner
- Walther Meissner
- Josef Meixner
- Franz Melde
- Angela Merkel
- Ulrich Mescheder
- Karl Mey
- Werner Meyer-Eppler
- Hajo Meyer
- Oskar Emil Meyer
- Theodor Meyer
- Rolf Michel
- Gustav Mie
- Jürgen Mlynek
- Dieter Möhl
- Richard Mollier
- Kurd von Mosengeil
- Rudolf Mössbauer
- Erwin Wilhelm Müller
- Justus Mühlenpfordt
- Harald J. W. Mueller-Kirsten
- Johann Heinrich Jakob Müller
- Klaus-Robert Müller
- Walther Müller
- Wilhelm Müller
- Georg Wilhelm Muncke
- Gottfried Münzenberg

## N

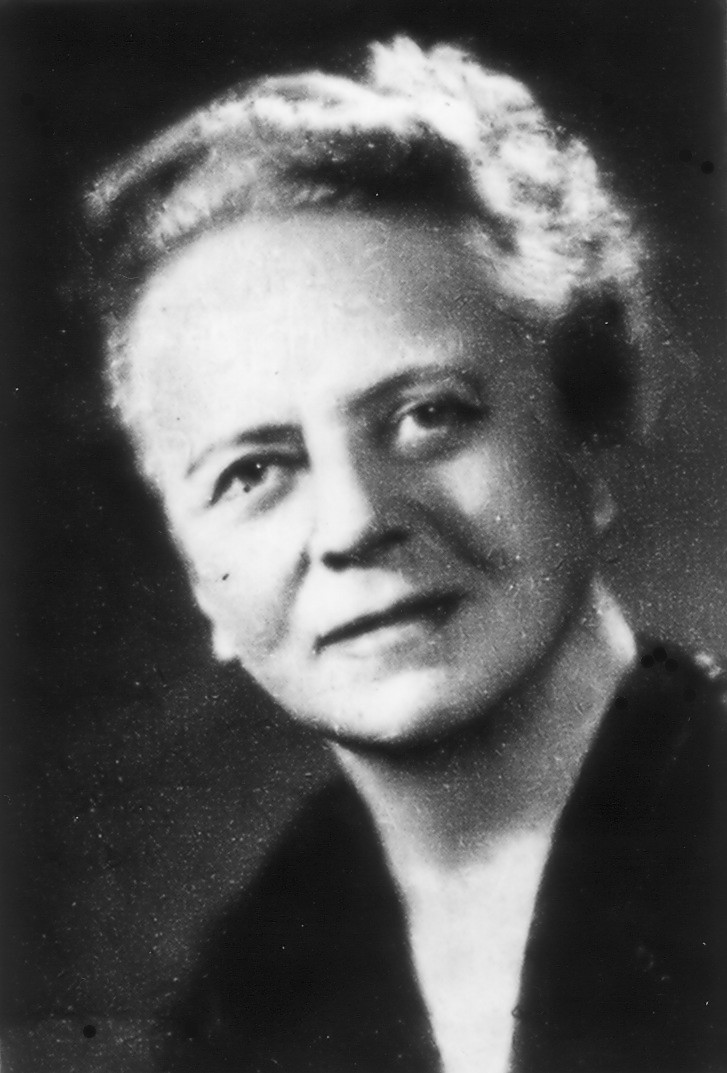
Ida Noddack

- Werner Nahm
- Elsa Neumann
- Franz Ernst Neumann
- Roger G. Newton
- Gereon Niedner-Schatteburg
- Alexander Nikuradse
- Johann Nikuradse
- Günter Nimtz
- Ida Noddack
- Emmy Noether
- Bengt Nölting
- Lothar Wolfgang Nordheim
- Johann Gottlieb Nörremberg

## O

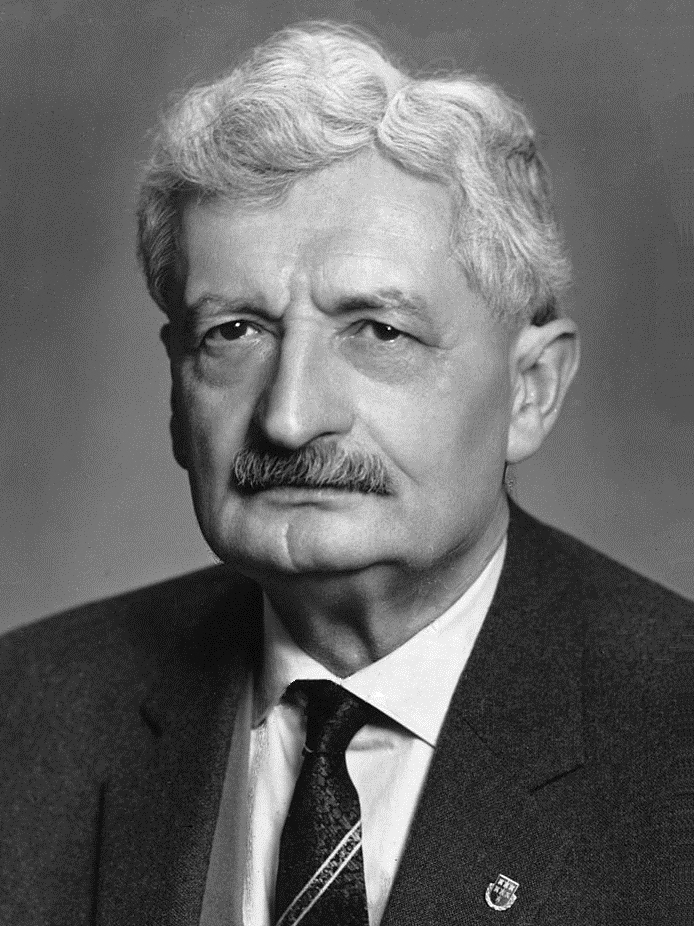
Hermann Oberth

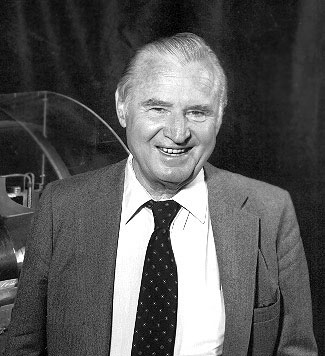
Hans von Ohain

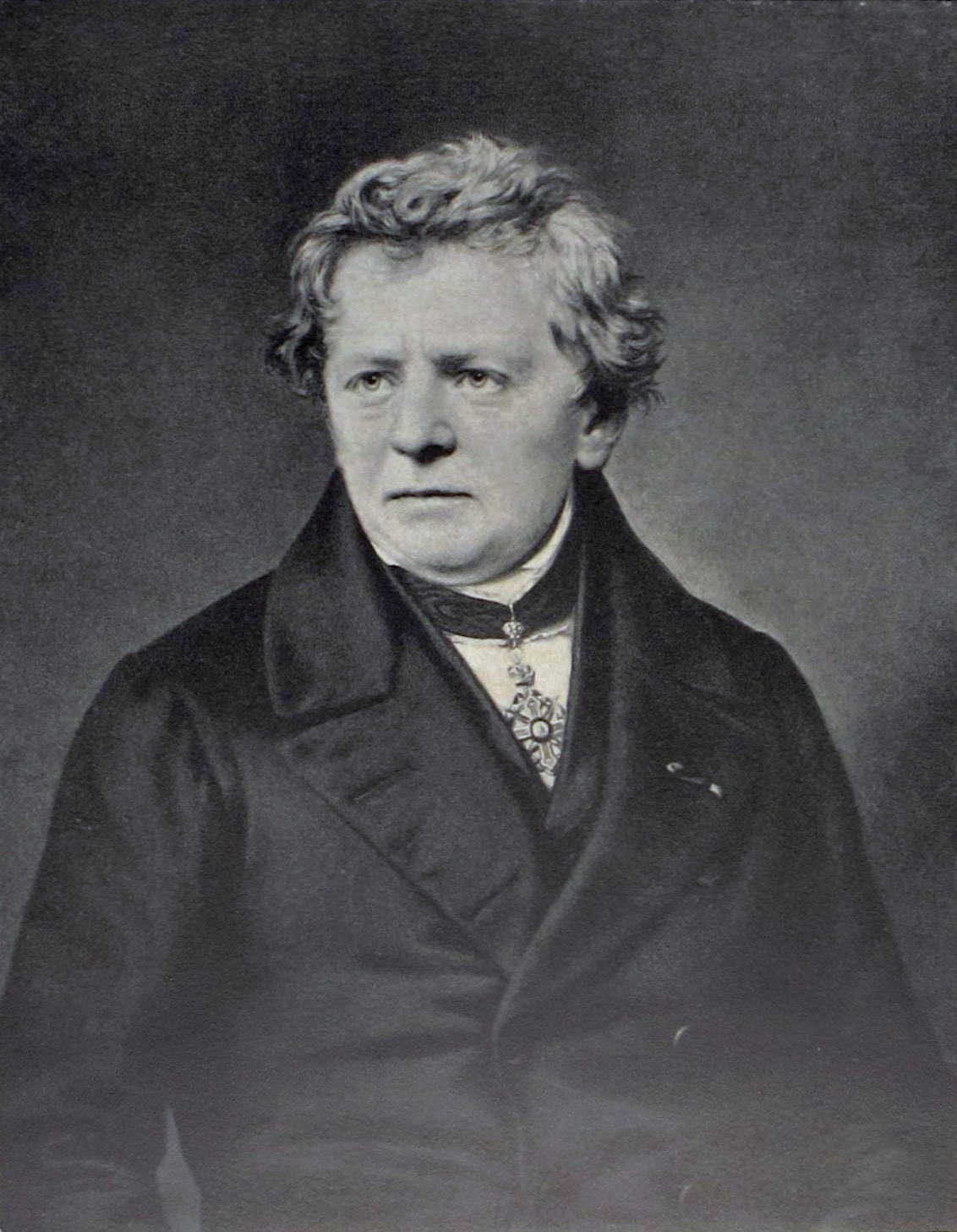
Georg Simon Ohm

- Anton Oberbeck
- Hermann Oberth
- Robert Ochsenfeld
- Reinhard Oehme
- Walter Oelert
- Arthur von Oettingen
- Hans von Ohain
- Georg Ohm
- Heinrich Wilhelm Matthias Olbers
- Johannes Orphal
- Wilhelm Orthmann
- Gottfried Osann
- Heinrich Ott

## P

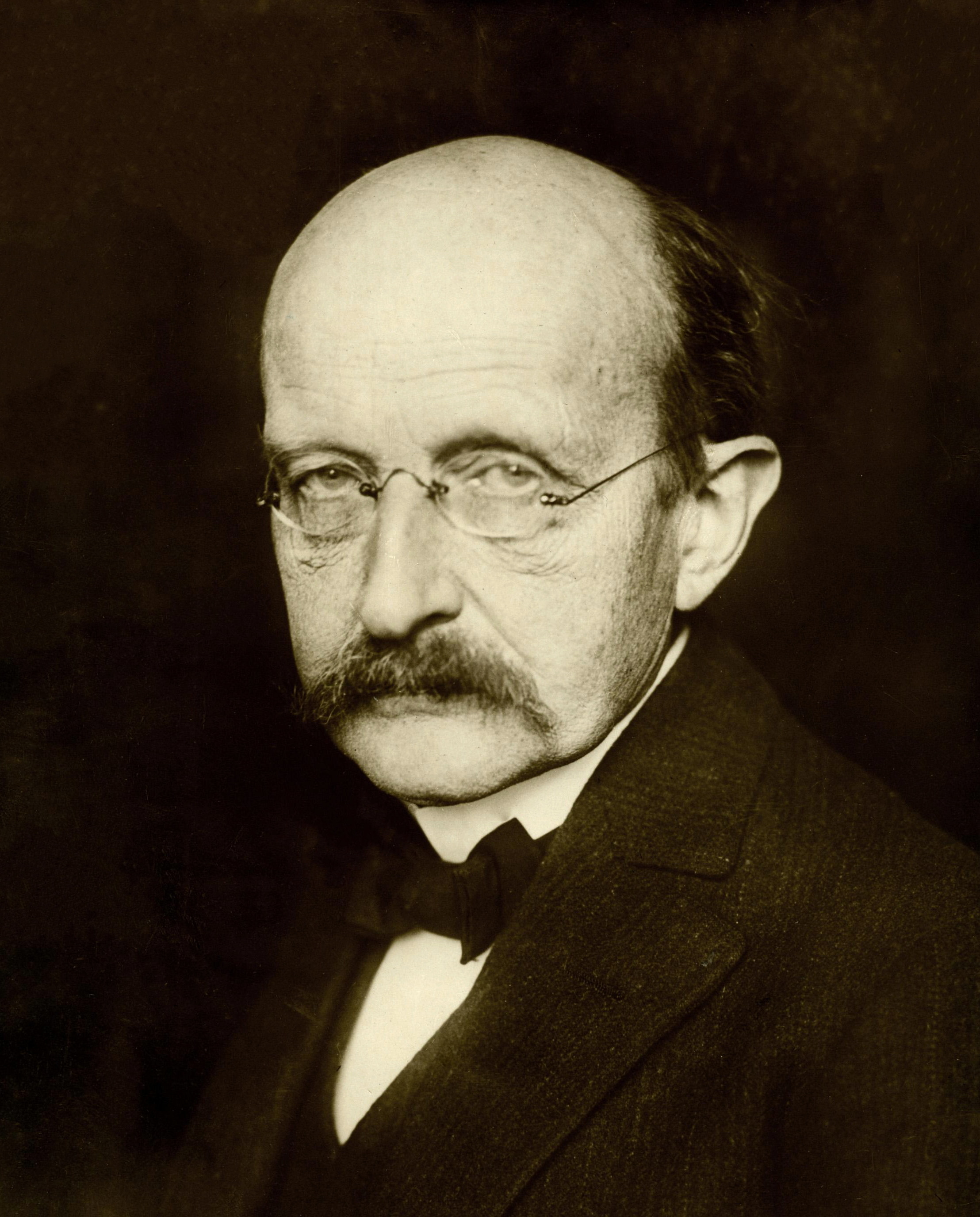
Max Planck

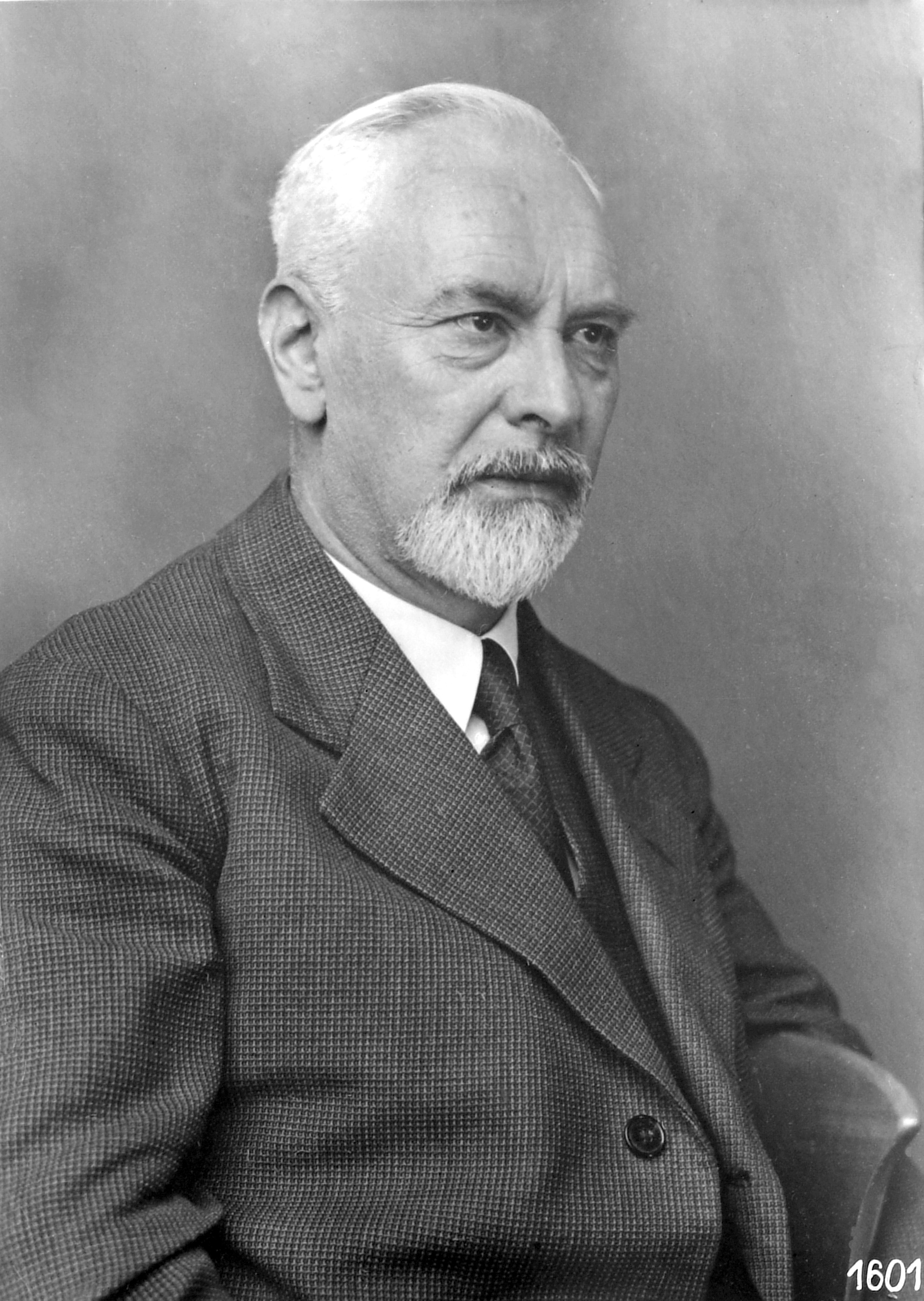
Ludwig Prandtl

- Friedrich Paschen
- Wolfgang Paul
- Rudolf Peierls
- Christoph Heinrich Pfaff
- Franz Pfeiffer
- Georg Pfotzer
- Bernhard Philberth
- Marcello Pirani
- Max Planck
- Jan Christoph Plefka
- Martin Bodo Plenio
- Julius Plücker
- Agnes Pockels
- Friedrich Carl Alwin Pockels
- Johann Christian Poggendorff
- Dieter Pohl
- Robert Pohl
- Fritz-Albert Popp
- Heinz Pose
- Ludwig Prandtl
- Fritz Karl Preikschat
- Ernst Pringsheim Sr.
- Carl Pulfrich

## Q
- Hans-Joachim Queisser
- Georg Hermann Quincke

## R

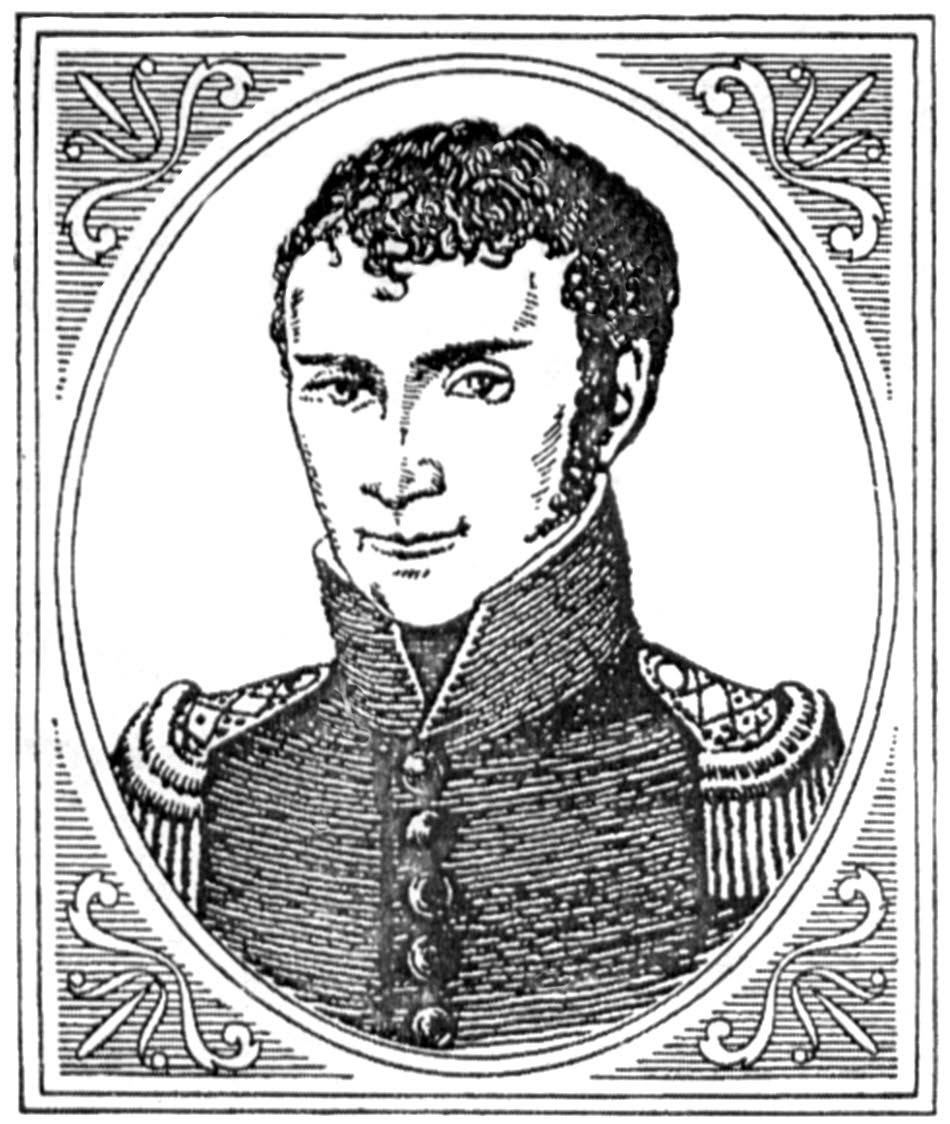
Johann Wilhelm Ritter

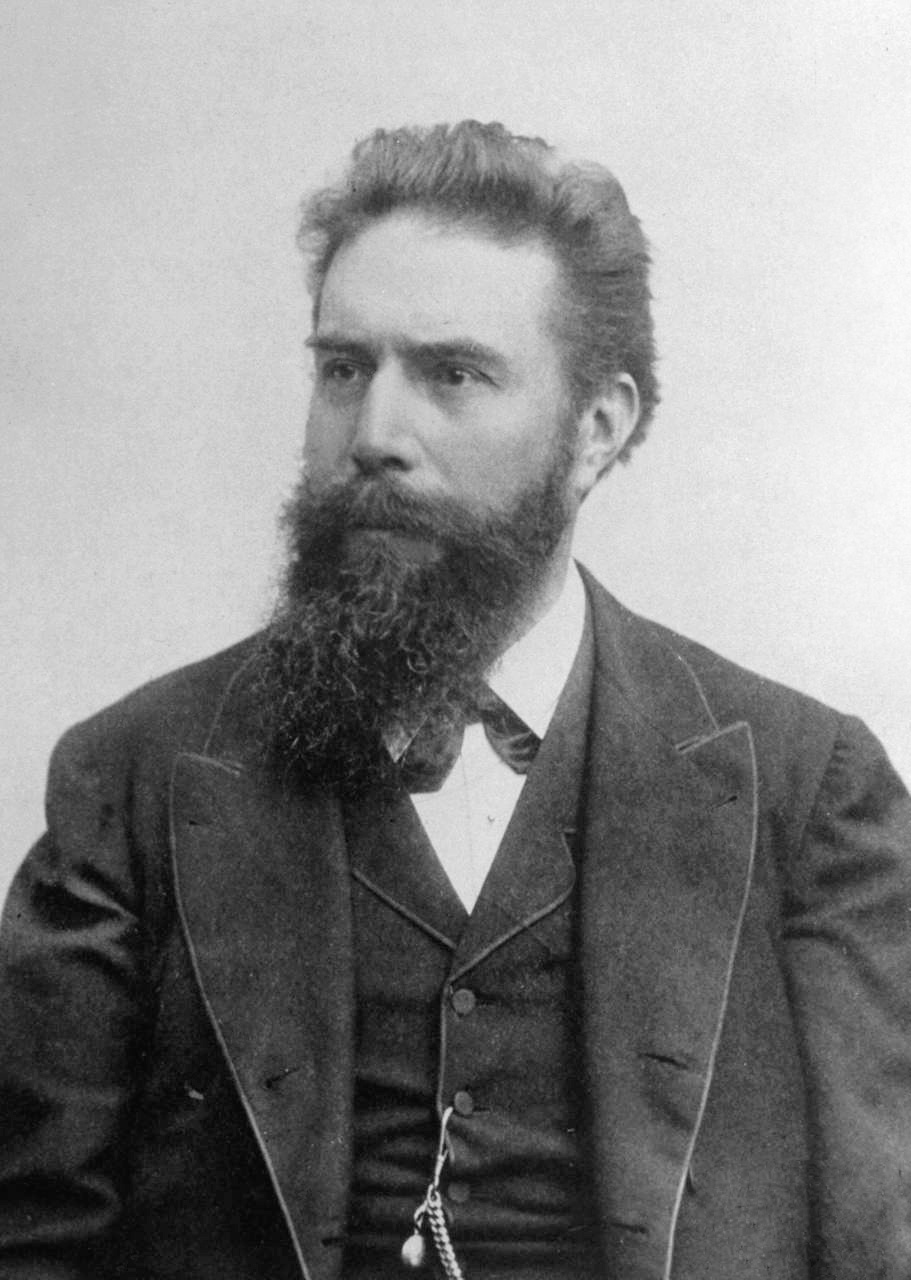
Wilhelm Röntgen

- Jürgen P. Rabe
- Johann Rafelski
- Carl Ramsauer
- Karl Rawer
- Erich Regener
- Karl-Henning Rehren
- Werner E. Reichardt
- Fritz Reiche
- Hans Reissner
- Gerhard Rempe
- Jürgen Renn
- Mauritius Renninger
- Ernst Rexer
- Franz Richarz
- Georg Wilhelm Richmann
- Achim Richter
- Klaus Riedle
- Charlotte Riefenstahl
- Peter Theophil Riess
- Karl-Heinrich Riewe
- Johann Wilhelm Ritter
- Oskar Ritter
- Walter Rogowski
- Wilhelm Röntgen
- Harald Rose
- Ilse Rosenthal-Schneider
- Heinrich Rubens
- Andreas Rüdiger
- Paul Rudolph
- Carl David Tolmé Runge
- Iris Runge
- Wilhelm Runge
- Ernst Ruska

## S

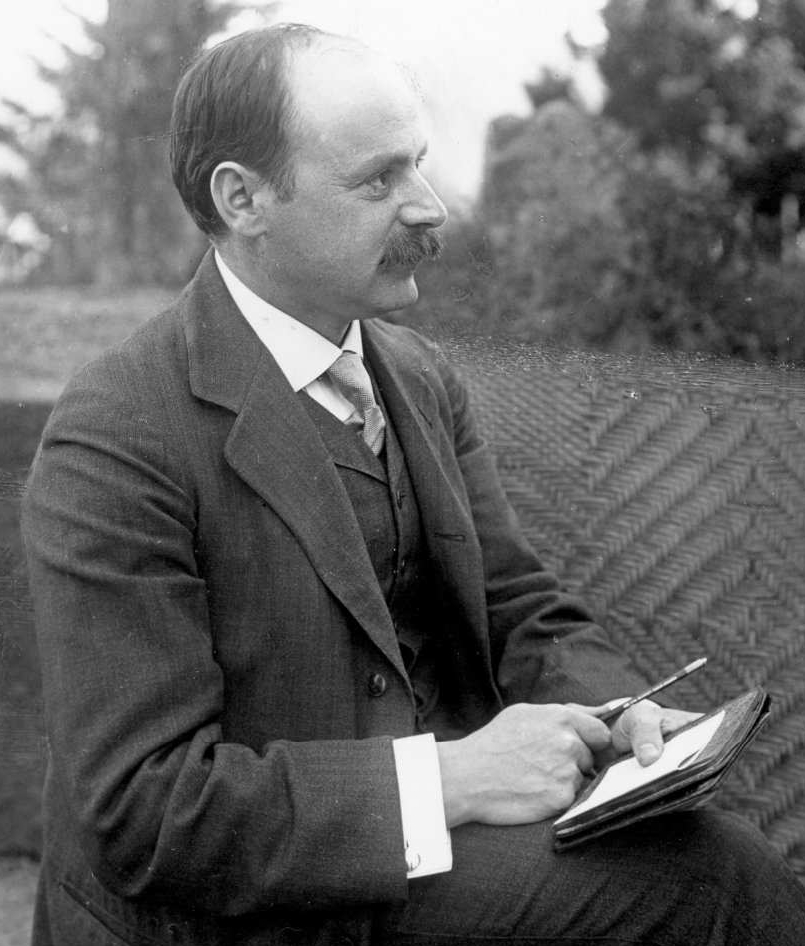
Karl Schwarzschild

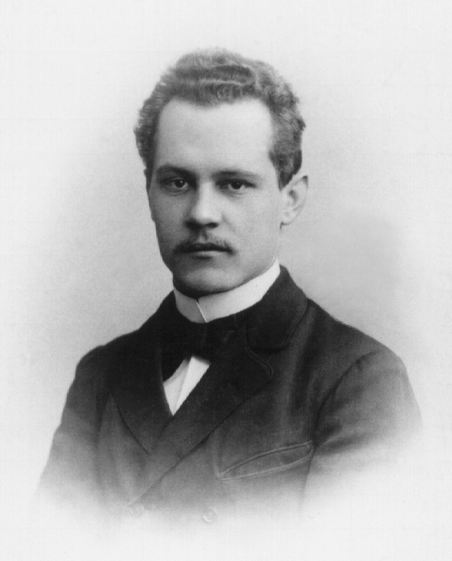
Arnold Sommerfeld

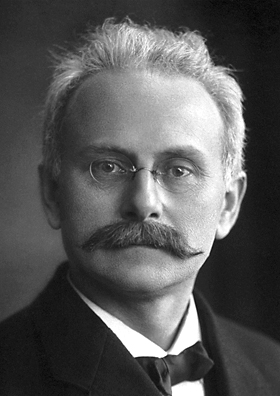
Johannes Stark

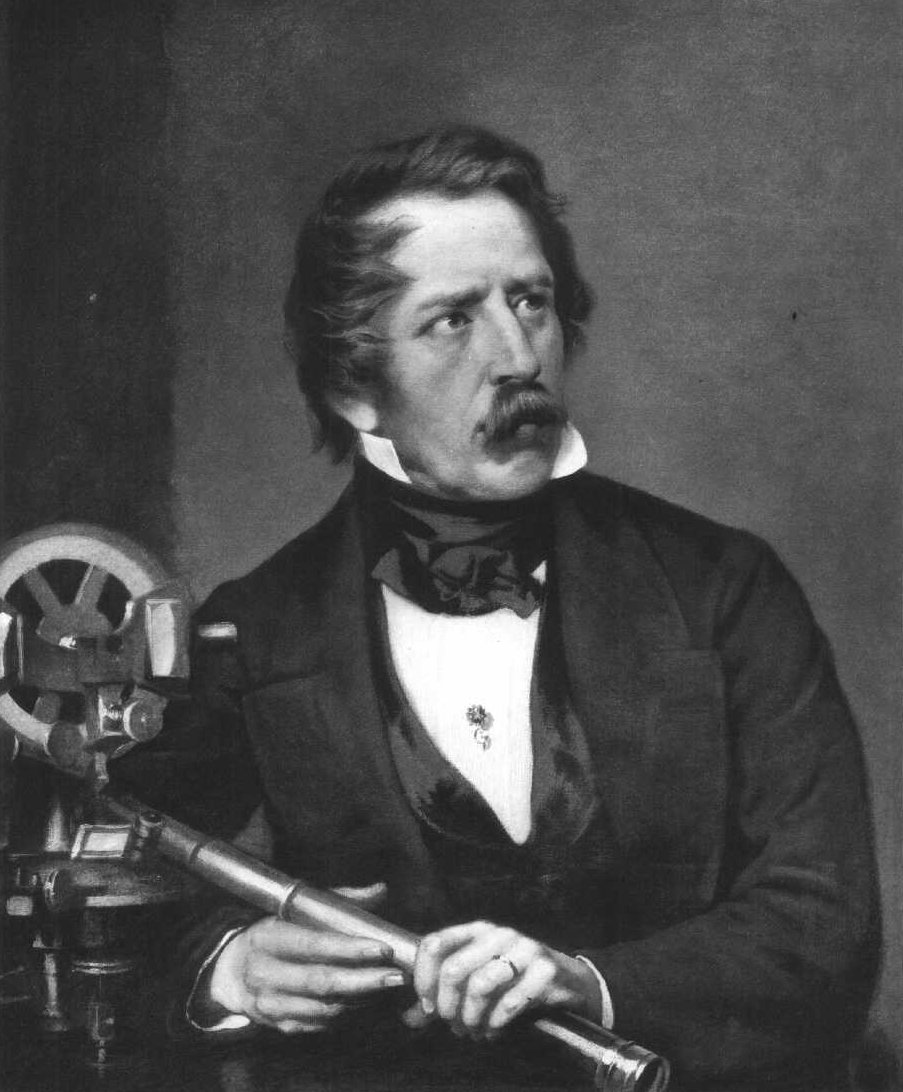
Carl August Steinheil

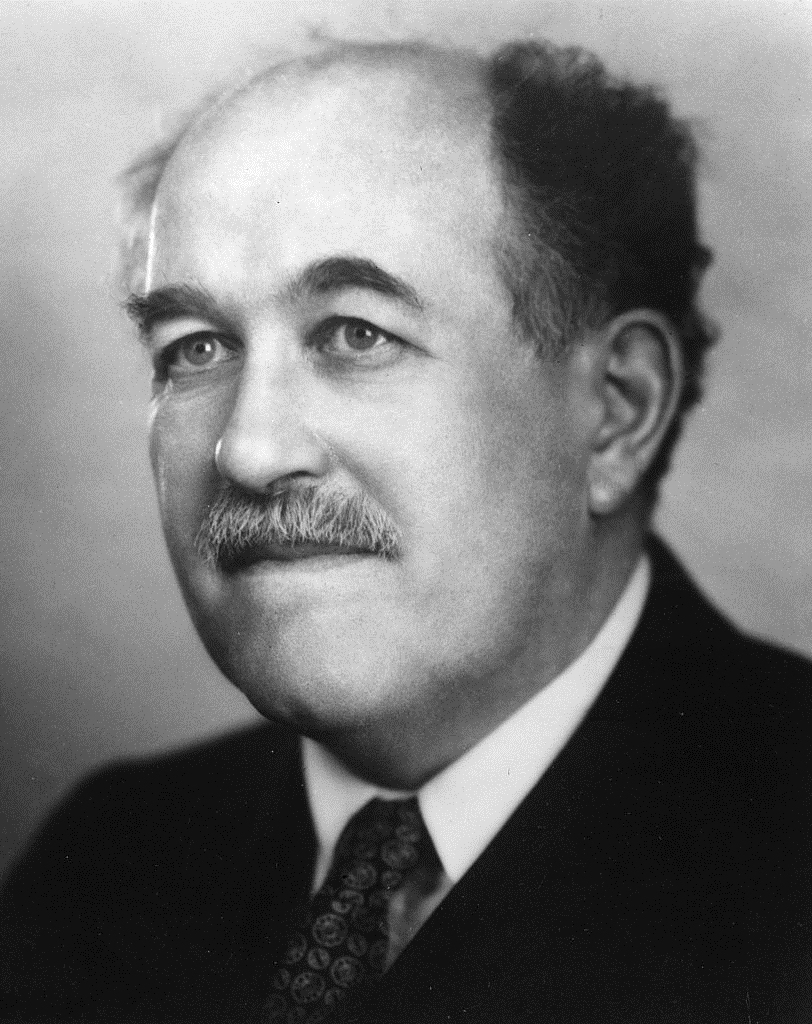
Otto Stern

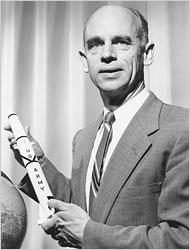
Ernst Stuhlinger

- Erich Sackmann
- Corinna Salander
- Wolfgang Sandner
- Fritz Sauter
- Fritz Peter Schäfer
- Hendrik Schatz
- Karl Scheel
- Jens Scheer
- Frank Scheffold
- Valentin Scheidel
- Christoph Scheiner
- Hans Joachim Schellnhuber
- Harald Schering
- Otto Scherzer
- Josef Schintlmeister
- Dagmar Schipanski
- Wolfgang P. Schleich
- Helmut Schmidt
- Jürgen Schmitt
- Inge Schmitz-Feuerhake
- Eckehard Schöll
- Jan Hendrik Schön
- Gaspar Schott
- Walter H. Schottky
- Heinrich G. F. Schröder
- Manfred R. Schroeder
- Bert Schroer
- Engelbert Schücking
- Helmut W. Schulz
- Erich Schumann
- Victor Schumann
- Manfred Schüssler
- Karl Schwarzschild
- Martin Schwarzschild
- Gerhard Schwehm
- Achim Schwenk
- Johann Schweigger
- August Seebeck
- Thomas Johann Seebeck
- Rudolf Seeliger
- Jens Seipenbusch
- Walter Selke
- Ludwig August Seeber
- Henry Siedentopf
- Paul Eugen Sieg
- Francis Simon
- Hermann Theodor Simon
- Paul Söding
- Johann Georg von Soldner
- Arnold Sommerfeld
- Eckehard Specht
- Johann Sperling
- Hertha Sponer
- Johannes Stark
- Matthias Staudacher
- Max Steenbeck
- Carl August von Steinheil
- Hans Stephani
- Otto Stern
- Ernest J. Sternglass
- Georg Stetter
- Horst Stöcker
- Hans-Jürgen Stöckmann
- Horst Ludwig Störmer
- Herbert Arthur Stuart
- Hildegard Stücklen
- Ernst Stuhlinger
- Kurt Symanzik

## T
- Gustav Heinrich Johann Apollon Tammann
- Michel Ter-Pogossian
- Friedrich-Karl Thielemann
- Uwe Thumm
- Bruno Thüring
- Clemens Timpler
- Johann Daniel Titius
- August Toepler
- Maximilien Toepler
- Rudolf Tomaschek
- Peter E. Toschek
- Johann Georg Tralles
- Max Trautz
- Hans-Jürgen Treder

## U
- Albrecht Unsöld
- Knut Urban

## V
- Vitello
- Woldemar Voigt
- Dieter Vollhardt
- Helmut Volz

## W

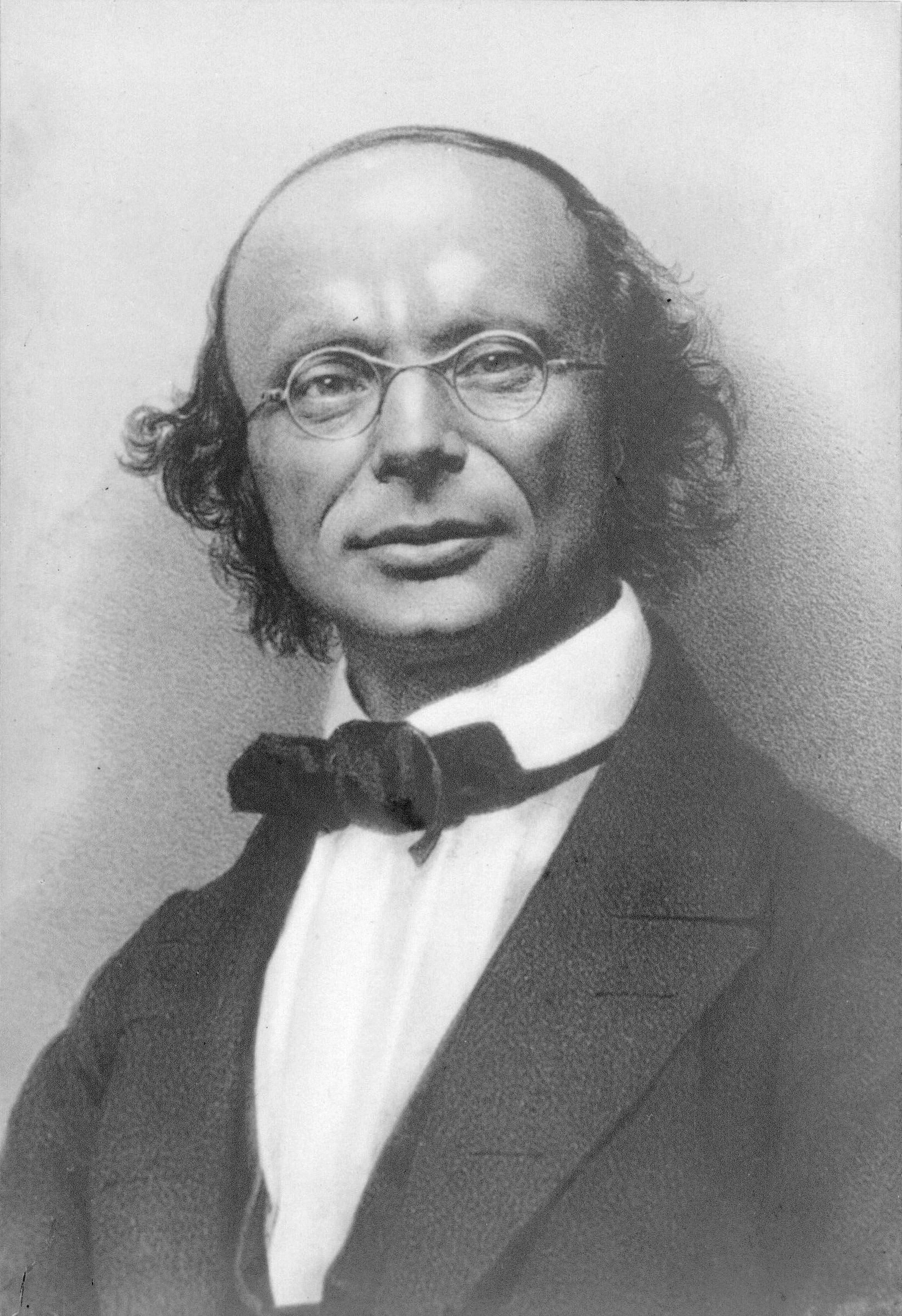
Wilhelm Eduard Weber

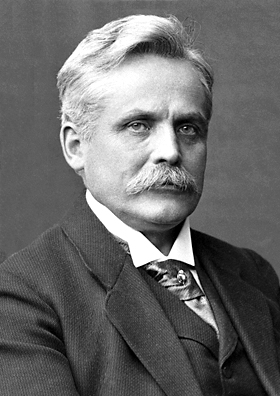
Wilhelm Wien

- Heinrich Karsten Wagenfeld
- Ernst Wagner
- Gerhard Wagner
- Herbert Wagner
- Manfred Wagner
- Wilhelm Walcher
- Ludwig Waldmann
- Andreas Wallraff
- Emil Warburg
- Jürgen Warnatz
- Heinrich Friedrich Weber
- Wilhelm Eduard Weber
- Franz Wegner
- Stephanie Wehner
- Dieter Weichert
- Hans-Arwed Weidenmüller
- Richard M. Weiner
- Max Bernhard Weinstein
- Paul Weiss
- Walter Weizel
- Carl Friedrich von Weizsäcker
- Heinrich Welker
- Katrin Wendland
- Horst Wenninger
- Gregor Wentzel
- Werner Hofmann
- Julius Wess
- Wilhelm Westphal
- Christof Wetterich
- Eilhard Wiedemann
- Gustav Heinrich Wiedemann
- Max Wien
- Wilhelm Wien
- Otto Wiener
- Friedwardt Winterberg
- Karl Wirtz
- Christian Wissel
- Erich Peter Wohlfarth
- Ewald Wollny
- Hans Wolter
- Jörg Wrachtrup
- Theodor Wulf
- Adolf Wüllner
- Gunter Wyszecki
- Wolfgang Kroll

## Z
- Joseph Zähringer
- H. Dieter Zeh
- Alfred Zehe
- Elmar Zeitler
- Karl Eduard Zetzsche
- Gustav Zeuner
- Hans K. Ziegler
- Karl Zimmer
- Wolfhart Zimmermann
- Annette Zippelius
- Martin Zirnbauer
- Johann Karl Friedrich Zöllner
- Hartmut Zohm
- Georg Zundel